# Barranquilla
Pour les articles homonymes, voir Barranquilla (homonymie).
Barranquilla est une ville du nord de la Colombie et la capitale du département d'Atlántico. Elle se situe sur la rive occidentale du río Magdalena, le fleuve le plus important de Colombie, à 7,5 km de son embouchure sur la mer des Caraïbes, ou mer des Antilles, dépendance de l'océan Atlantique.
Barranquilla possède l'un des ports fluviaux et maritimes les plus importants et actifs de Colombie. Centre administratif, industriel, commercial, culturel et universitaire de la région caribéenne de Colombie, c'est une cité moderne et prospère, dotée de gratte-ciel, de musées et de sites attractifs. Sa population est de 1 206 946 habitants (2011), ce qui en fait la quatrième ville la plus peuplée de Colombie, après Bogota, Medellín et Cali. L'aire métropolitaine de Barranquilla, dont la ville est le cœur, constituée principalement par les municipalités de Soledad, Galapa, Malambo et Puerto Colombia, compte 1 885 500 habitants (2011).
La fondation de Barranquilla remonte à la fin de la deuxième décennie du XVIIe siècle lorsque les secteurs voisins du fleuve Magdalena commencèrent à se peupler grâce aux faveurs octroyées par la Couronne espagnole. Pendant la guerre d'indépendance, Barranquilla se distingua par le soutien de ses habitants à la cause libertaire, ce qui lui valut d'être désignée comme ville en 1813.

## Toponymie
Le nom de Barranquilla fait référence aux barrancas, ravines présentes dans le secteur adjacent au río Magdalena où se situent les premières fondations de la ville. Le suffixe -illa serait une altération d'origine aragonaise.
Le site connut plusieurs appellations avant que son nom définitif soit adopté. Il s'appela Camacho ou Camach, du nom des Indiens Kamash présents à l'arrivée des Espagnols, Sabanitas de Camacho, San Nicolás de la Barranquilla, Barrancas de Camacho, Barrancas de San Nicolás, Barranquilla de Camacho et Barranquilla de San Nicolás.

### Surnoms
La ville a plusieurs surnoms : La Puerta de Oro de Colombia (la Porte d'or de Colombie) ,  car, historiquement, Barranquilla est l'un des ports les plus importants de Colombie, mais encore parce que la ville favorisa l'entrée dans le pays de progrès tels que l'aviation, le téléphone (les premiers téléphones furent installés à Barranquilla le 1er septembre 1885) et aussi de sports comme le football et le baseball. D'autres noms lui furent donnés : la Arenosa (la Sablonneuse) à cause des sables fins du fleuve soulevés par la brise en hiver, et Curramba la bella, pour sa musique.
Elle est également appelée familièrement « Quilla » par ses habitants, les Barranquilleros, nommés parfois les Curramberos.

## Symboles

### Drapeau

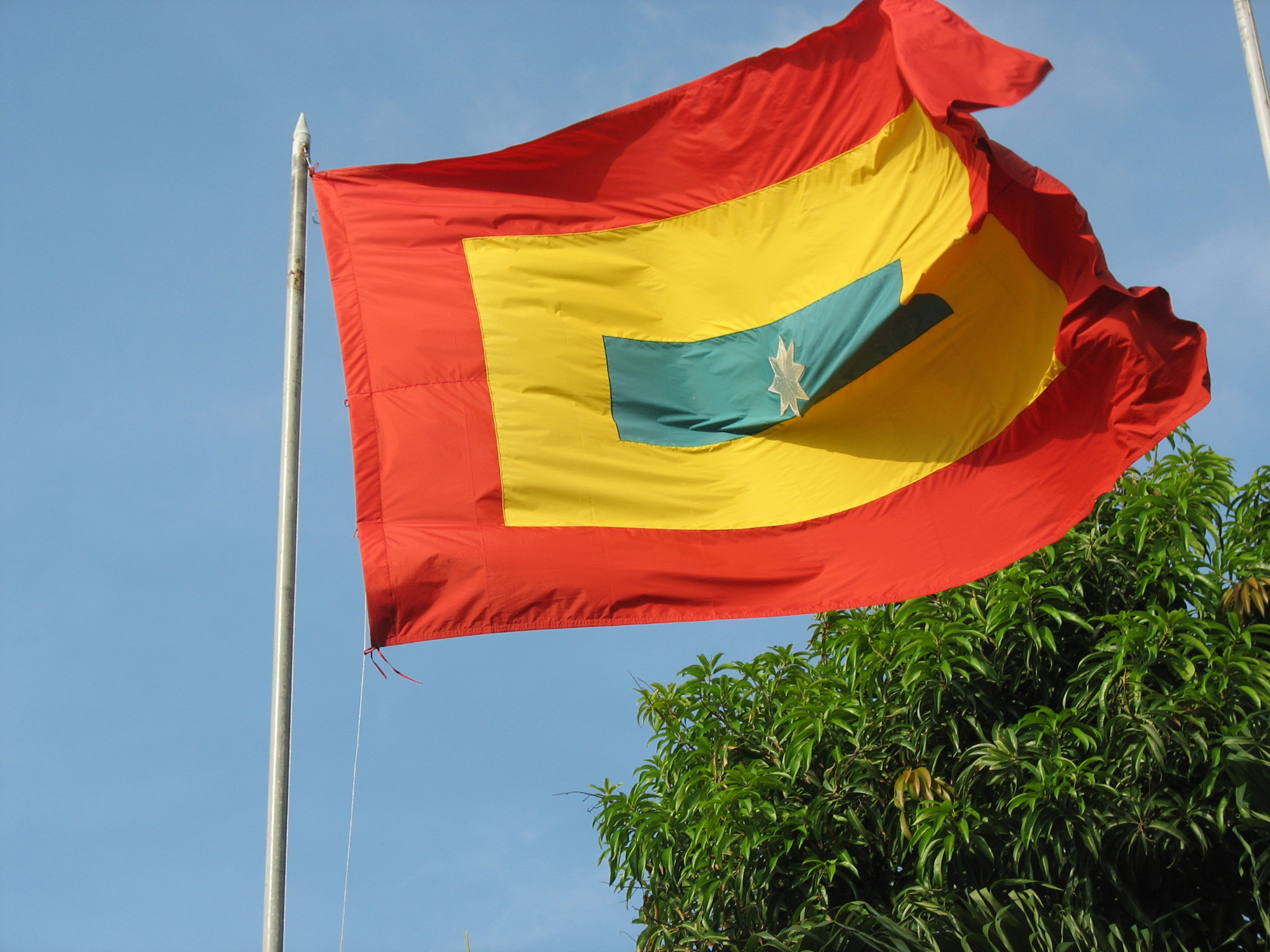
Le drapeau de Barranquilla

En 1811, les patriotes, qui gagnèrent l'indépendance de Carthagène des Indes, adoptèrent le drapeau actuel de la ville de Barranquilla,. Il est composé de trois rectangles : un de couleur rouge, le plus à l'extérieur, où s'insèrent un rectangle jaune ainsi qu'un vert, au centre. Le rouge symbolise le sang des patriotes, le jaune le soleil de l'espoir et de la liberté, le vert symbolise une maison imposante. Au centre du drapeau se trouve une étoile à huit branches d'argent symbolisant les huit provinces de la confédération,.
En 1812, le drapeau de Barranquilla fut porté par Simón Bolívar durant la campagne du Magdalena. En 1910, ce drapeau devint officiellement celui de Barranquilla,. En 1914, le congrès de Tunja le choisit en tant qu'emblème officiel des Provinces-Unies de Nouvelle-Grenade.

### Héraldique
| Blason de Barranquilla | Blason  | De champ composé, le blason de Barranquilla est formé de trois quartiers. En chef, d'azur le ciel aux nuages d'argent, de sable des arbres sur un champ de sinople et une inscription de sable : « Premio del Patriotismo » (Récompense du Patriotisme). Dans le deuxième quartier, d'azur un fleuve, deux embarcations et une île de sinople. En pointe, sur la terre ferme, deux canons dirigés vers le fleuve et protégeant les embarcations, un soldat vêtu d'azur et de gueules, et le drapeau de Barranquilla. De sinople une bordure orne la pointe et une bordure d'or entoure l'écu. |
| Blason de Barranquilla | Détails | Le sceau de la ville a été mentionné pour la première fois dans un décret de Manuel Rodríguez Torices qui accordait à Barranquilla, en 1813, son statut officiel de ville dans le but d'honorer les patriotes ayant gagné l'indépendance de Carthagène des Indes contre Santa Marta. |

### Hymne
Les paroles et la mélodie de l'hymne de Barranquilla ont été choisies par la Sociedad de Mejoras Públicas. L'hymne a été officialisé par le conseil municipal le 19 octobre 1942. Les paroles ont été écrites par le poète Amira de la Rosa et la musique provient du Panama ; elle a été composée par Rafael Simón Urbina (es), homme politique vénézuélien qui, lors d'un exil, résida à Barranquilla.

### Autres symboles
La Tabebuia rosea et l'hibiscus Rose de Chine sont deux espèces de fleurs utilisées comme symboles de Barranquilla.

## Histoire

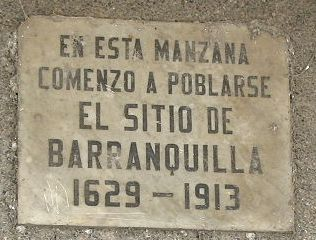
Plaque du site des premières habitations de Barranquilla

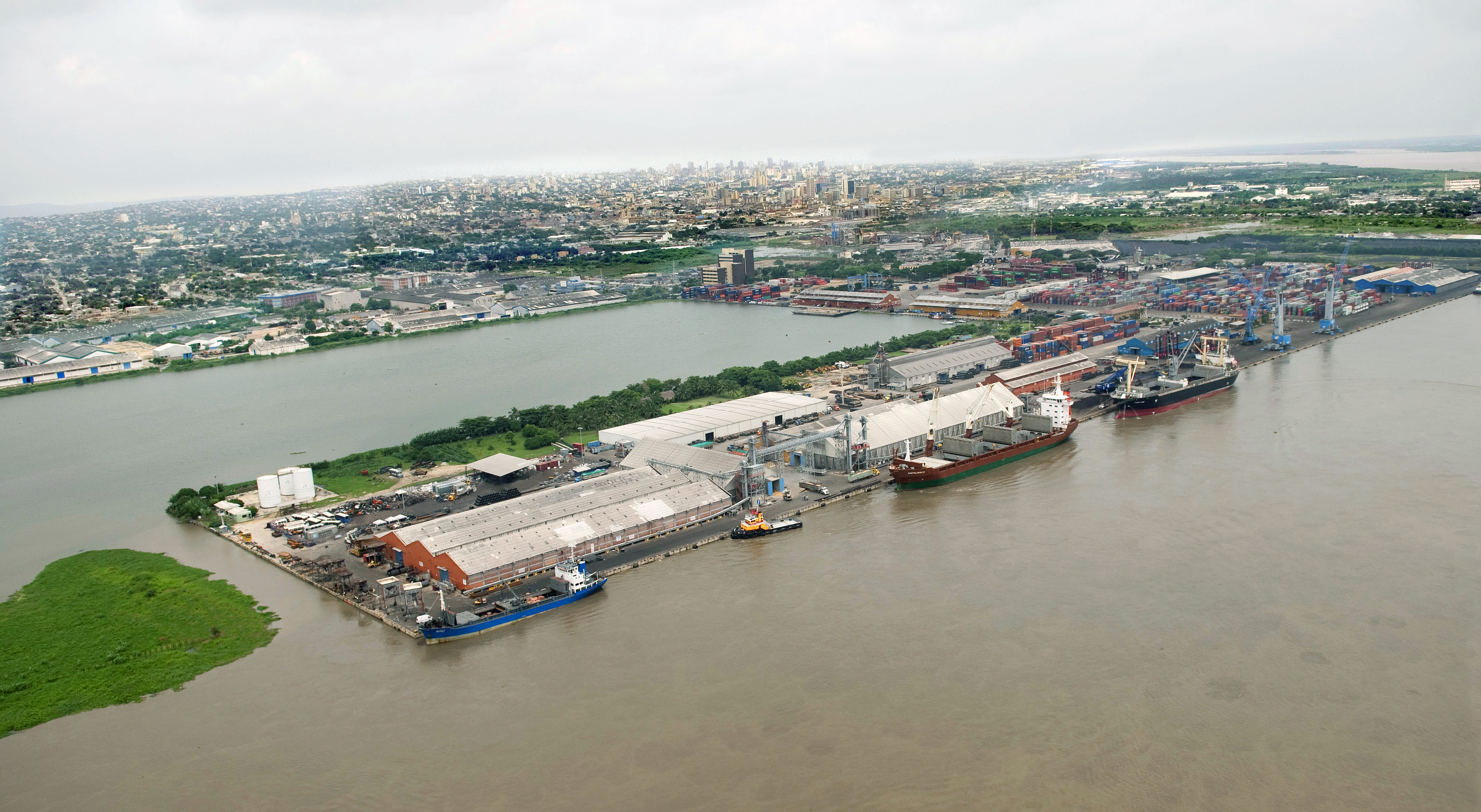
Port de Barranquilla

Barranquilla, contrairement à d'autres villes colombiennes, ne fut pas fondée pendant la période coloniale. Sa fondation date de 1629 et elle fut déclarée ville le 7 avril 1813 par le gouverneur de l'État libre de Carthagène des Indes, Manuel Rodríguez Torices.
L'histoire de Barranquilla est étroitement liée au commerce et au transport sur le fleuve Magdalena. Dès la fin du XVIIIe siècle, le site de San Nicolás de la Barranquilla acquit de l'importance en tant que port fluvial car, grâce à sa situation géographique, il prit une part élevée du volume du commerce au détriment de ports plus petits.
Le début du XXe siècle apporta quelques virevoltes dans la situation historique de la ville : en avril 1905, lors de la création du département d'Atlántico, Barranquilla en devint la capitale. En 1908, le département d'Atlántico fut supprimé et remplacé par le département de Barranquilla. Deux ans plus tard, le département d'Atlántico étant recréé, Barranquilla en redevint la capitale.
La seconde moitié du XIXe siècle vit croître l'importance de la ville lorsque débuta la navigation des bateaux à vapeur sur le río Magdalena. La navigation devint alors la principale forme de transport en Colombie. Jusqu'au début du XXe siècle, l'importance des villes situées sur les côtes maritimes ou possédant un port fluvial s'accrut. Les centres urbains restèrent isolés des échanges nationaux et durent attendre la construction des chemins de fer, des routes et des aéroports.
Barranquilla, devenue l'un des principaux ports de Colombie, vit se construire, à la fin du XIXe siècle, le môle de Puerto Colombia.
Dans les années 1930, d'importantes infrastructures furent mises en œuvre dans les principaux centres urbains de la Colombie. Le dragage de l'embouchure du fleuve Magdalena eut lieu. En 1936, le terminal maritime fut construit. Barranquilla reçut le surnom de « la Porte d'or de Colombie » en tant que premier port du pays.
Le 18 août 1993, le Congrès de la république de Colombie déclara, par l'acte législatif no 01, Barranquilla district spécial, industriel et portuaire.
Mais l'histoire de Barranquilla n'est peut-être pas intégralement connue car ses archives ont disparu, au début du XIXe siècle, lors de l'incendie provoqué par les Espagnols voulant « aider » le pacificateur Pablo Morillo.

## Géographie

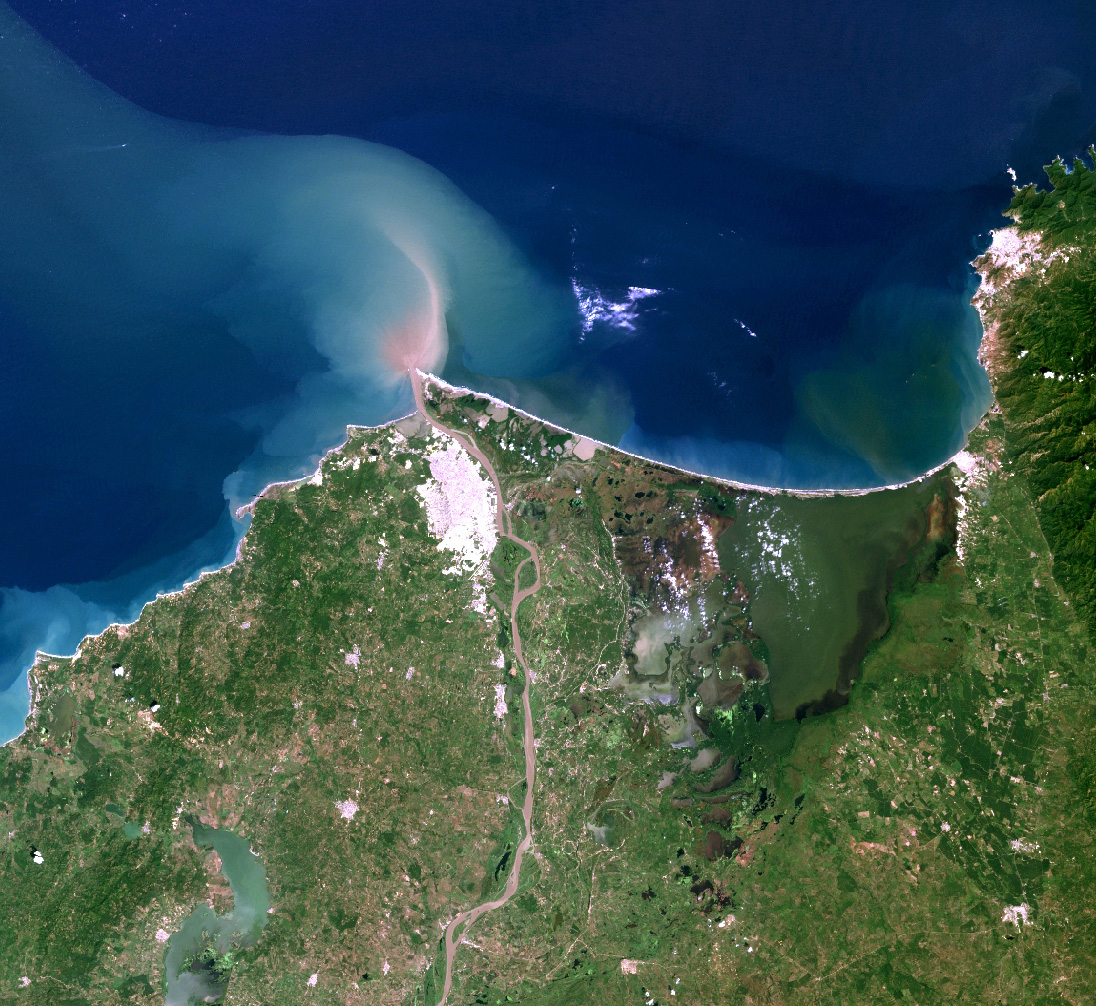
Delta du río Magdalena

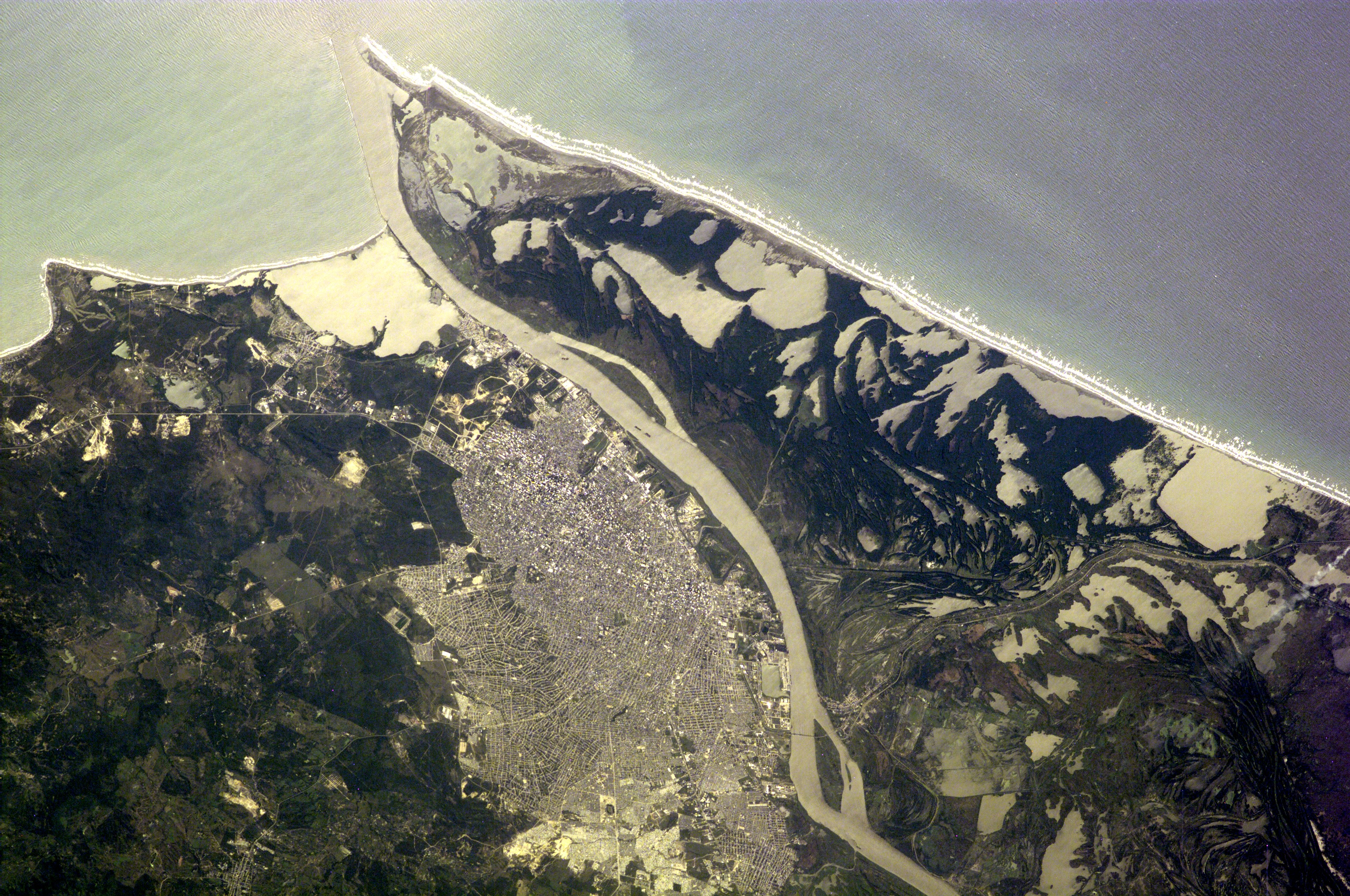
Vue satellitaire de Barranquilla

### Géographie physique
La ville est située au nord-est du département de l'Atlántico, sur la rive ouest du fleuve Magdalena, à 7,5 km de son embouchure sur la mer des Caraïbes.

### Aire métropolitaine
L'aire métropolitaine de Barranquilla comprend, outre cette ville qui en est le noyau :
- au nord-ouest de Barranquilla : Puerto Colombia (superficie : 93 km2),
- au sud-est : Soledad (67 km2),
- au sud-ouest : Galapa (98 km2),
- au sud de Soledad et au sud-est de Galapa : Malambo 108 km2).

Barranquilla est bordée au nord par la mer des Caraïbes. À l'est se trouve le département de Magdalena et au sud de Puerto Colombia se situe Tubará.

### Altitude
L'agglomération est construite sur un plan légèrement incliné dont les altitudes extrêmes sont de 4 m à l'est et de 98 m à l'ouest.

## Démographie

### Population
Selon les données récoltées par le DANE lors du recensement de la population colombienne en 2005, Barranquilla compte une population de 1 112 889 habitants.

### Naissances, décès et espérance de vie
En 2007, il y a eu 29 900 naissances à Barranquilla, ce qui représente une baisse par rapport à 2006 (32 108 naissances). Le nombre de morts dans la ville s'élève à 4 310 en 2007, et à 5 938 en 2006.
L'espérance de vie à Barranquilla est de 72,07 ans pour les hommes, et 77,71 ans pour les femmes (la moyenne du pays étant de 74,0 ans tous sexes confondus).
La mortalité infantile à Barranquilla est de 17,7 ‰, ce qui est largement en dessous de la moyenne nationale (26 ‰). Les objectifs du gouvernement sont de faire baisser la mortalité à 15 ‰ pour les enfants de moins de deux ans, et de passer de 20,7 à 18 ‰ pour les enfants de moins de 15 ans.

## Climat
Barranquilla, dont tout le territoire est traversé par des alizés rafraîchissant le climat tropical qui règne aux environs du río Magdalena ainsi qu'à son embouchure, jouit d'un climat agréable durant une bonne partie de l'année. Les saisons des pluies se répartissent de mai à juin et d'août à novembre.
La température varie entre 27 et 30 °C.
| Mois                                | jan. | fév.  | mars  | avril | mai   | juin  | jui.  | août  | sep.  | oct.  | nov.  | déc. | année   |
| ----------------------------------- | ---- | ----- | ----- | ----- | ----- | ----- | ----- | ----- | ----- | ----- | ----- | ---- | ------- |
| Température minimale moyenne (°C)   | 24,3 | 24,7  | 24,1  | 24,6  | 24,8  | 24,8  | 24,6  | 24,5  | 24,2  | 23,9  | 24,1  | 23,8 | 24,2    |
| Température maximale moyenne (°C)   | 31,4 | 31,7  | 32,2  | 32,9  | 33,3  | 33,1  | 32,8  | 33,1  | 32,6  | 32,2  | 32,1  | 32,6 | 32,4    |
| Record de froid (°C)                | 18   | 20,6  | 19,4  | 20,5  | 20,6  | 20,8  | 19,4  | 21    | 20,4  | 20,8  | 19,8  | 20,4 | 18      |
| Record de chaleur (°C)              | 35,8 | 37,6  | 37,8  | 38,4  | 39    | 39    | 39,2  | 39    | 38    | 37,7  | 38,4  | 37,2 | 39,2    |
| Ensoleillement (h)                  | 282  | 245,9 | 240,7 | 204,6 | 183,5 | 194,2 | 213,3 | 203,8 | 164,4 | 165,6 | 189,9 | 255  | 2 542,9 |
| Précipitations (mm)                 | 6    | 0,3   | 1,4   | 25,4  | 115   | 79,8  | 73,8  | 110   | 150,3 | 162,6 | 68,9  | 20,9 | 814,4   |
| Nombre de jours avec précipitations | 1    | 1     | 1     | 3     | 8     | 9     | 6     | 9     | 12    | 15    | 8     | 2    | 75      |
| Humidité relative (%)               | 78   | 77    | 77    | 78    | 80    | 80    | 80    | 81    | 82    | 84    | 82    | 79   | 80      |

| Diagramme climatique                                  |             |             |              |             |              |              |             |               |               |              |              |
| J                                                     | F           | M           | A            | M           | J            | J            | A           | S             | O             | N            | D            |
| 31,424,36                                             | 31,724,70,3 | 32,224,11,4 | 32,924,625,4 | 33,324,8115 | 33,124,879,8 | 32,824,673,8 | 33,124,5110 | 32,624,2150,3 | 32,223,9162,6 | 32,124,168,9 | 32,623,820,9 |
| Moyennes : • Temp. maxi et mini °C • Précipitation mm |             |             |              |             |              |              |             |               |               |              |              |

### Flore
Selon l'institut géographique Agustín Codazzi, Barranquilla a une végétation tropicale ; parmi les plantes, arbustes et arbres les plus communs que l'on peut voir dans la ville, dans ses espaces verts et ses alentours, figurent : Cacti, Opuntia elatior, Acanthocereus, Prosopis juliflora, Divi-divi, Tabebuia rosea, Cordia alba, Leucaena leucocephala et des variétés d'acacia comme le Flamboyant. Dans les environs de Barranquilla existent également des marais à mangroves avec leurs formations végétales impénétrables.
Dans les zones humides et fertiles, alimentées par la rivière Magdalena, l'on peut trouver des espèces comme Eichhornia azurea, Typha angustifolia, Heliconia, Eichhornia crassipes, Bactris minor, Anacardium excelsum, Ficus radula, et Lecythis minor.
Dans l'aire urbaine, on rencontre des espèces comme Gliricidia sepium, Cassia nodosa, Bursera simaruba, Terminalia catappa, Casuarina equisetifolia, et des variétés de Ceiba comme Ceiba pentandra, Hura crepitans et Bombax septenatum, Ficus elastica, Ochroma pyramidale, Erythroxylum cartagenensis, Licania tomentosa, Ficus religiosa, Ficus benghalensis, Spathodea campanulata, Enterolobium cyclocarpum, Samanea saman, Capparis odoratissima, Tabebuia coralibe, Gmelina arborea, Ficus nitida, Cordia sebestena, Tabebuia chrysantha, Pithecellobium lanceolatum, Kigelia pinnata, Swietenia macrophylla, Thespesia populnea, Sterculia apetala (en), Calophyllum mariae, Platymiscium pinnatum, Cordia bidentata, Cocos nucifera, Ficus benjamina, Guazuma ulmifolia (en), Albizia guachapele, Erythrina variegata, Crescentia cujete, Cassia fistula, Zyzygium cuminil, Azadirachta indica, Sapindus saponaria ainsi que des variétés de palmiers comme Roystonea regia et Phoenix roebelenii.
Il y a également des arbres fruitiers à Barranquilla, comme Mangifera indica, Manilkara zapota, Melicoccus bijugatus, Psidium littorale, Coccoloba uvifera, Zizyphus vulgaris, Annona squamosa, Tamarindus indica, Spondias purpurea, Anacardium occidentale, Guanábana, Citrus xlimon et Swingla ornata.

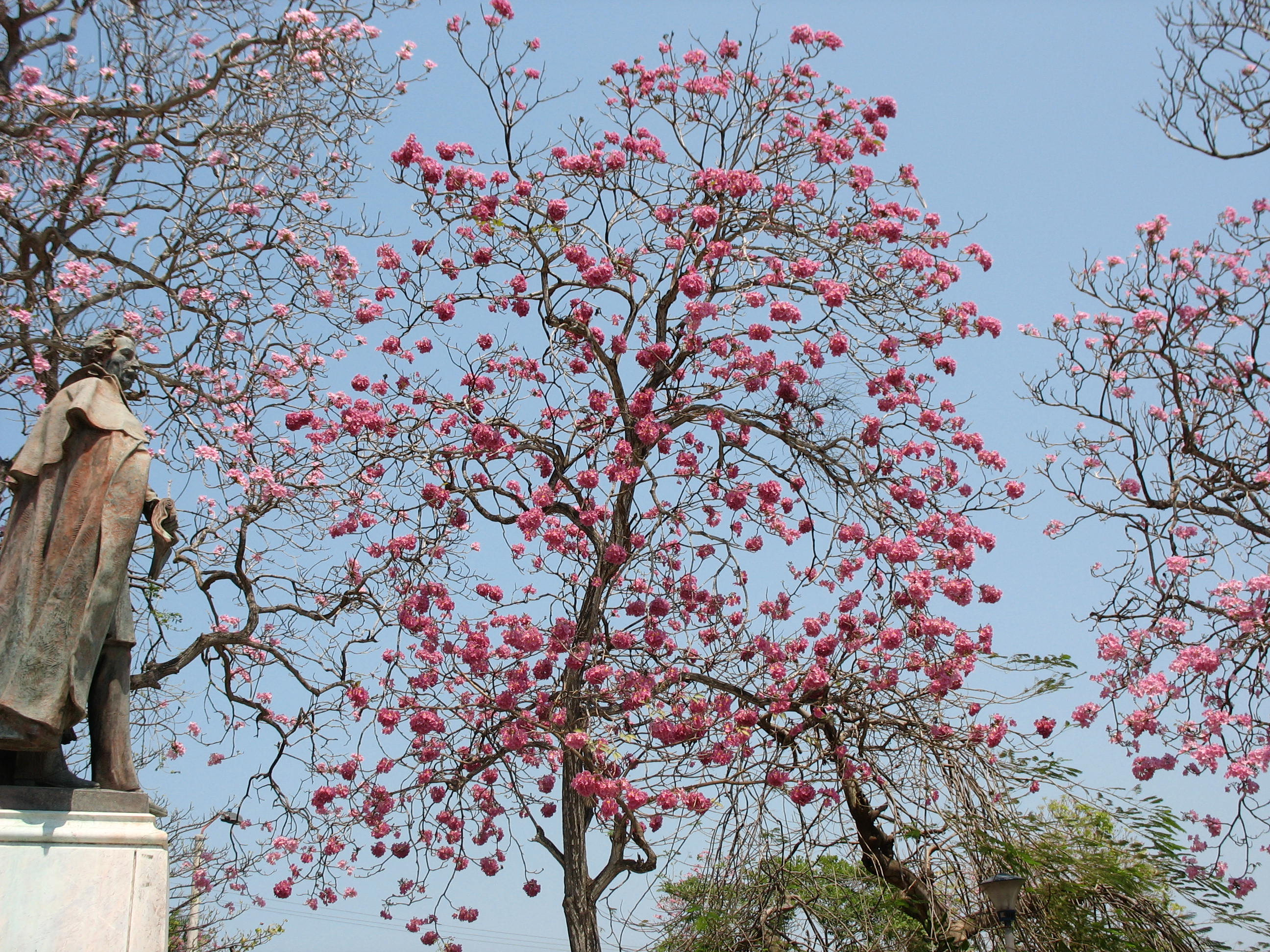
Roble morado, l'arbre emblématique de Barranquilla.
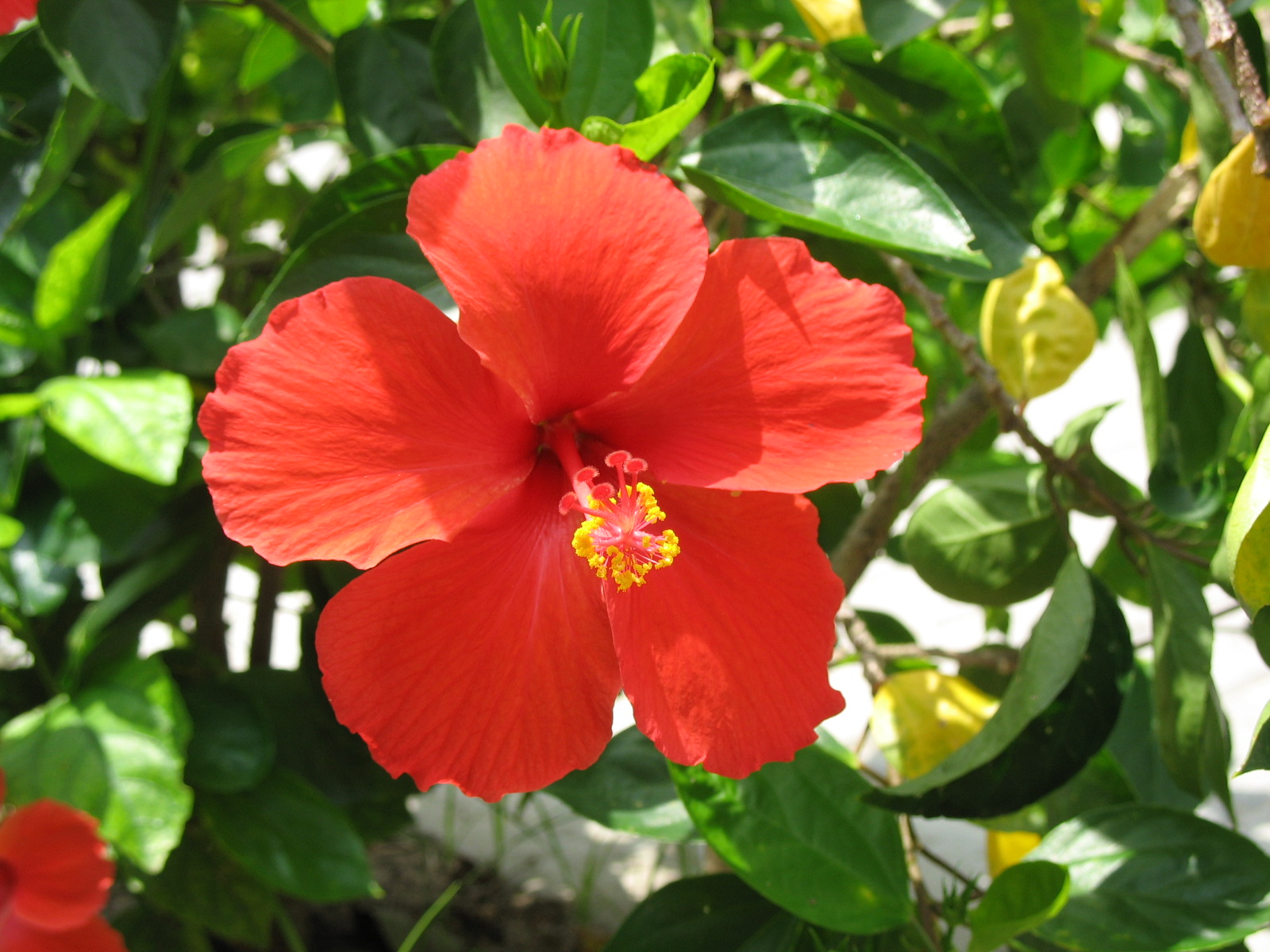
Cayena, fleur symbolique de Barranquilla.
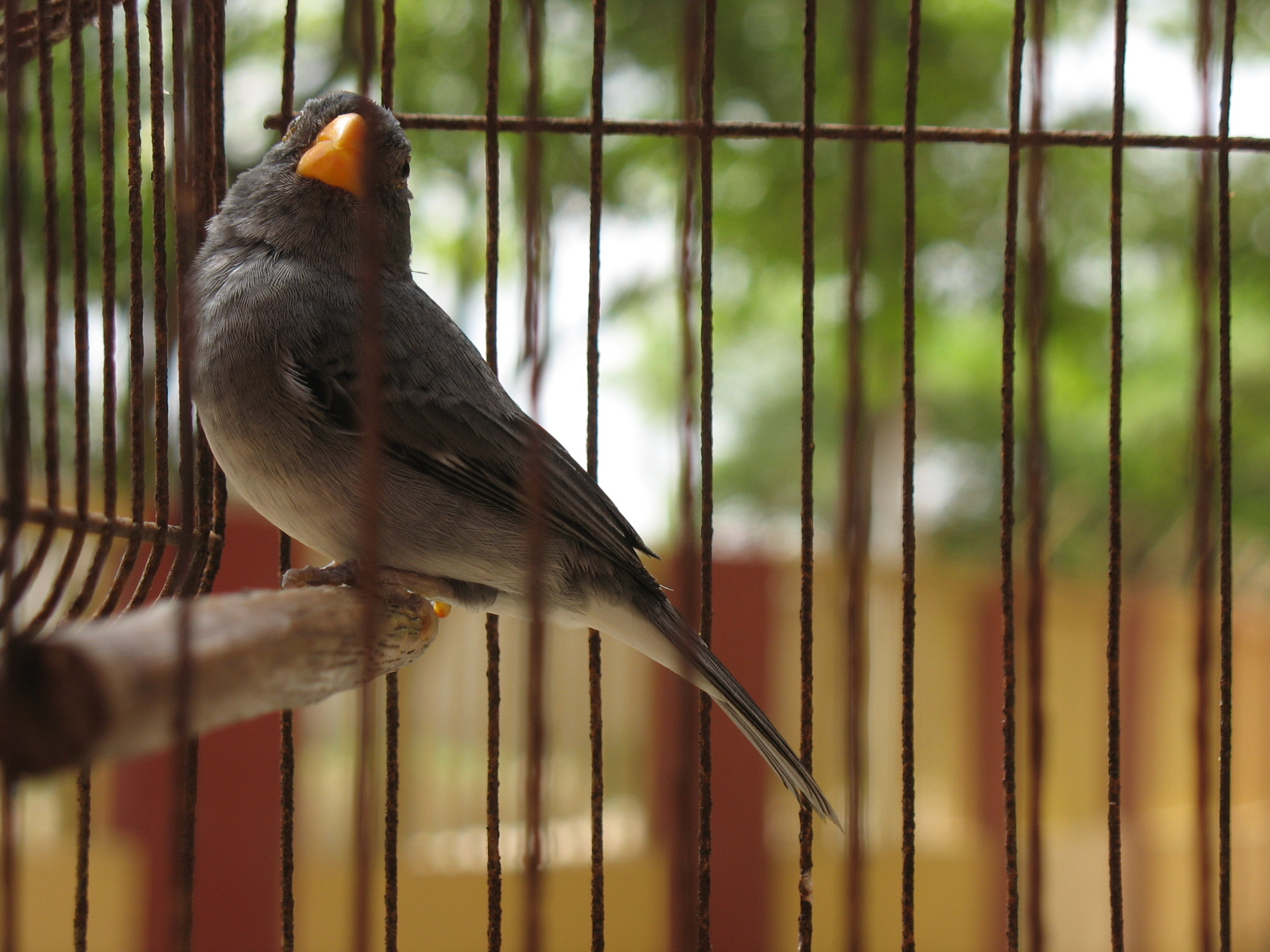
Mochuelo, oiseau symbolique de Barranquilla.
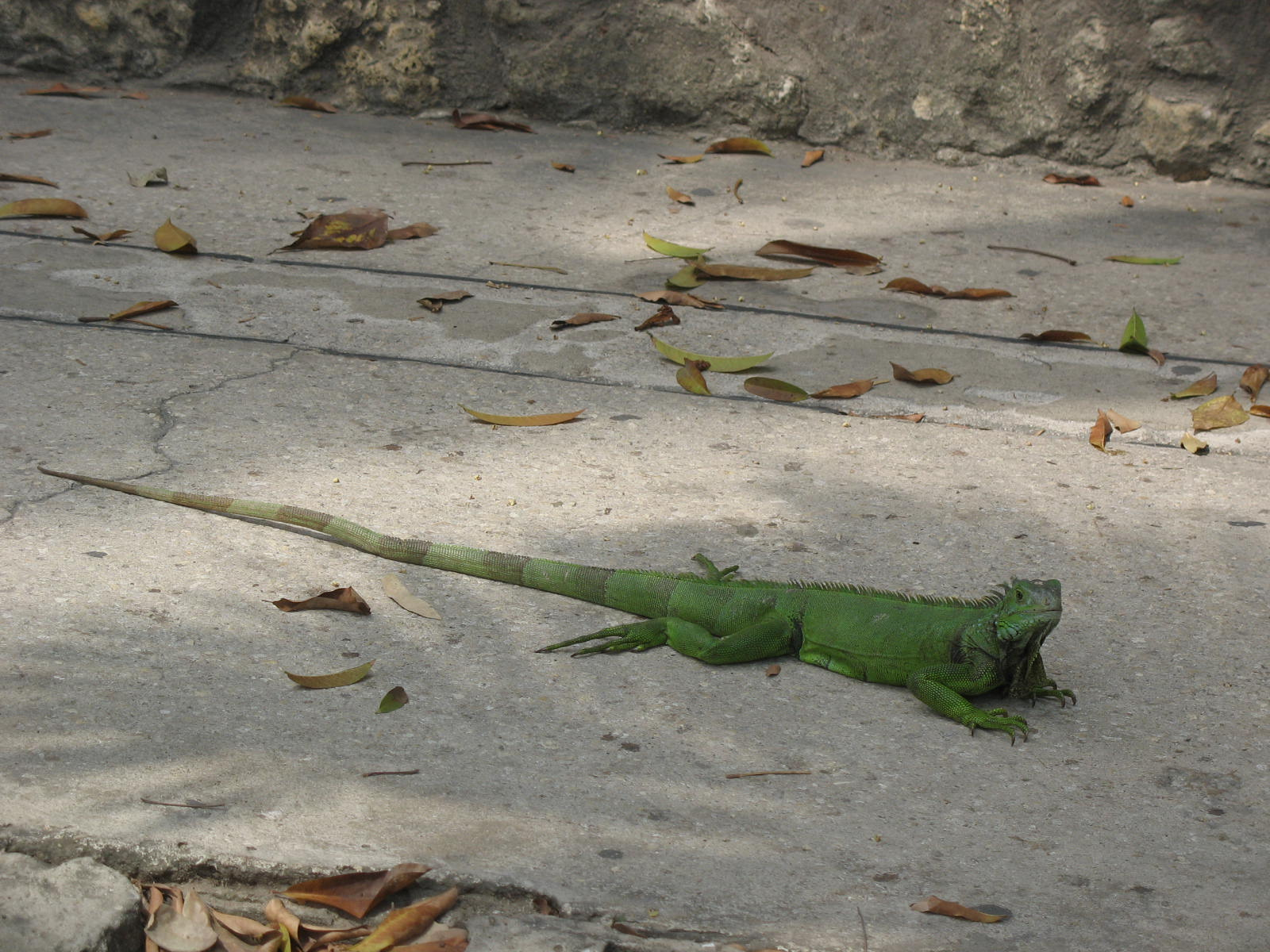
Iguane aux alentours de l'hôtel El Prado.

## Politique et administration

### Subdivisions politico-administratives
| Carte des arrondissements                                                                               | Plan                                                         |
| --- | ------------------------------------------------------------ |
| |                                                              |
| Arrondissements : 1. Riomar 2. Norte-Centro Histórico 3. Sur Occidente 4. Metropolitana 5. Sur Oriente. | Centros poblados: 1. La Playa (Eduardo Santos) 2. Juan Mina. |

Entre la fin du XVIIe siècle et le milieu du XIXe siècle le développement de Barranquilla fut progressif. Aux quartiers originels correspond l'actuel centre historique où s'est constitué le centre commercial.
L'Acte législatif no 1 de 1993 déclare que Las Flores, le village de La Playa et Bocas de Ceniza ainsi que le village de Juan Mina (es) font partie de Barranquilla.
En 2002, la ville de Barranquilla est politiquement et administrativement divisée en cinq arrondissements : Riomar, Norte-Centro Histórico (en français : Centre-Nord historique), Sur Occidente (Sud-Ouest), Metropolitana et Sur Oriente (Sud-Est). Chaque arrondissement est cogéré par le maire général et les maires locaux (ces derniers sont nommés par le maire général). Les décisions locales sont régulées par l'Administration Locale.
Ces arrondissements sont divisés en quartiers (en espagnol : barrios). Barranquilla en regroupe au total 188 et environ 7 611 « blocks » (sous-divisions du quartier).

### Aire urbaine
| Municipalité      | Aire km² | Population (hab) | Densité (hab/km²) | Altitude m | Distance à Barranquilla (km) | Carte                                                  |
| ----------------- | -------- | ---------------- | ----------------- | ---------- | ---------------------------- | ------------------------------------------------------ |
| Barranquilla      | 154      | 1.148.506        | 7.458             | 4          | 0                            | border Aire urbaineAire métropolitaine de Barranquilla |
| Soledad           | 67       | 503.477          | 7.514,58          | 5          | 3                            | border Aire urbaineAire métropolitaine de Barranquilla |
| Malambo           | 108      | 105.957          | 981,08            | 10         | 12                           | border Aire urbaineAire métropolitaine de Barranquilla |
| Puerto Colombia   | 93       | 28.565           | 307,15            | 5          | 13                           | border Aire urbaineAire métropolitaine de Barranquilla |
| Galapa            | 98       | 35.012           | 357,26            | 83         | 8                            | border Aire urbaineAire métropolitaine de Barranquilla |
| Total             | 520      | 1.821.517        | 3.502,91          | —          | —                            | border Aire urbaineAire métropolitaine de Barranquilla |
| Recensement 2005, |          |                  |                   |            |                              | border Aire urbaineAire métropolitaine de Barranquilla |

### Institutions publiques
À Barranquilla se trouvent plusieurs sièges d'institutions ayant pour objectif de développer des programmes stratégiques sous les ordres de l'État. À part la Cour judiciaire supérieure de Barranquilla, se situent dans la ville le Ministère de la sécurité administrative, le Service national d'Entraînement, le Registre civil, la Police nationale, l'armée, l'Intendance des services publics, el Instituto de Seguros Sociales (ISS), el Instituto Colombiano de Bienestar Familiar, le Bureau national des Statistiques, la Chambre de commerce, la Banque de la République de Colombie (Banco de la República), la Force aérienne colombienne, ainsi que le Conseil suprême juridique.

## Secteurs d'activités
Les principaux secteurs d'activités de Barranquilla comprennent les transports, les services, les commerces ainsi que les productions industrielles, métallurgiques, chimiques, alimentaires et vestimentaires. La capitale du département d'Atlántico possède des parcs industriels modernes, lieux stratégiques pour le développement du commerce international.

## Éducation

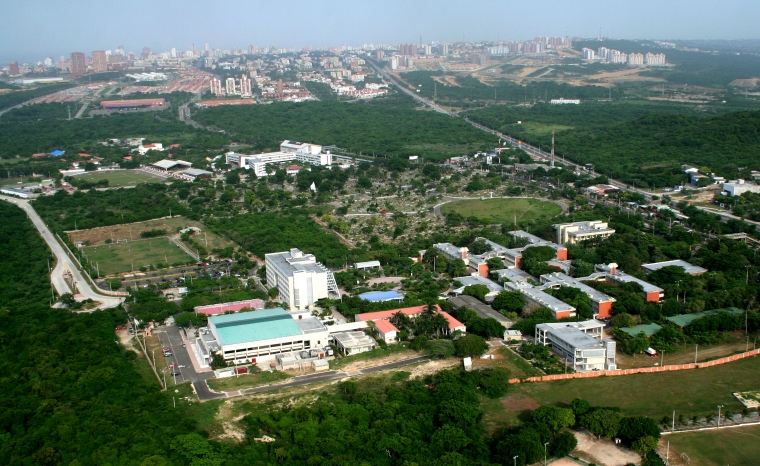
Vue aérienne de l'Université du Nord à Barranquilla

Barranquilla compte des universités publiques :
- Université de l'Atlantique (Universidad del Atlántico), fondée en 1941
- École supérieure d'Administration publique (es) (1958)

ainsi que des universités privées :
- Université du Nord (Colombie) (1966)
- Université autonome de Caraïbe (es) (1967)
- Université Simón Bolívar (Universidad Simón Bolívar)[20] (1972)
- Université libre de Colombie
- Université San Martin (Universidad San Martin)[21].
- Université métropolitaine (Universidad Metropolitana)
- Corporación Universitaria Americana

parmi les plus importantes.

## Urbanisme

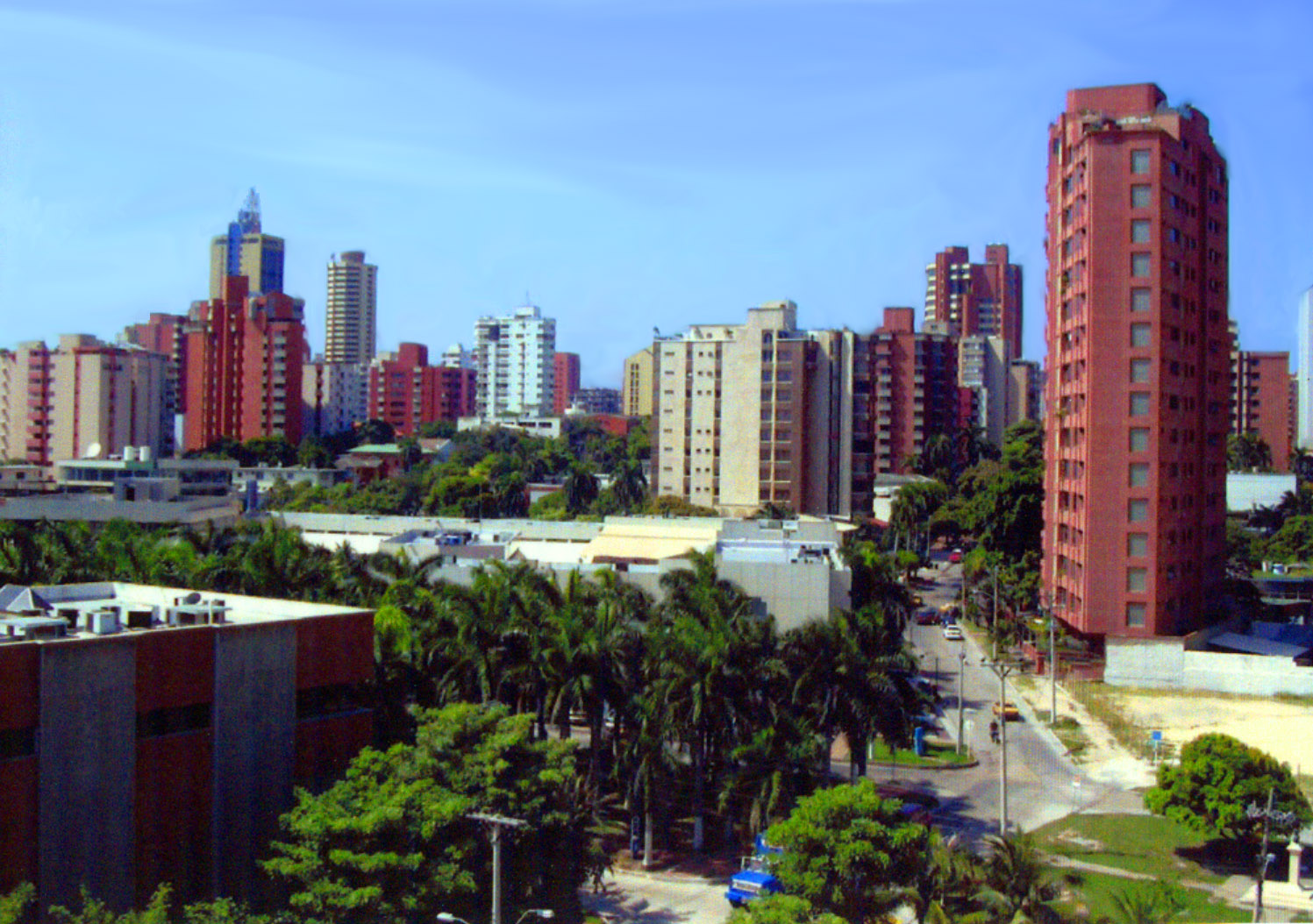
Barranquilla

Les rues de Barranquilla sont toutes numérotées : les carreras, qui sont les rues dans l'axe nord-sud, le sont par ordre croissant d'ouest en est, soit croissant en direction du fleuve. Les calles sont numérotées par ordre croissant du sud vers le nord. Certaines rues (carreras ou calles) portent le même numéro et, pour les différencier, ce numéro est suivi d'une lettre. Il existe donc les Carrera 51, Carrera 51B, Carrera 51C, etc. (La Carrera 51A pourrait exister, mais ce n'est pas le cas).

### Transports en commun
Les transports en commun sont gérés par une quinzaine de compagnies de bus.
En 2001, l'administration du district commença à développer Transmetro, réseau métropolitain de transport public fonctionnant avec un système de bus articulés. Deux lignes traversent la ville.

## Aéroport
À Barranquilla se trouve l'aéroport international Ernesto Cortissoz (code AITA : BAQ) du nom du pionnier de l'aviation commerciale en Colombie et en Amérique latine, Ernesto Cortissoz (es) (Barranquilla 1884 - 1924).

## Architecture

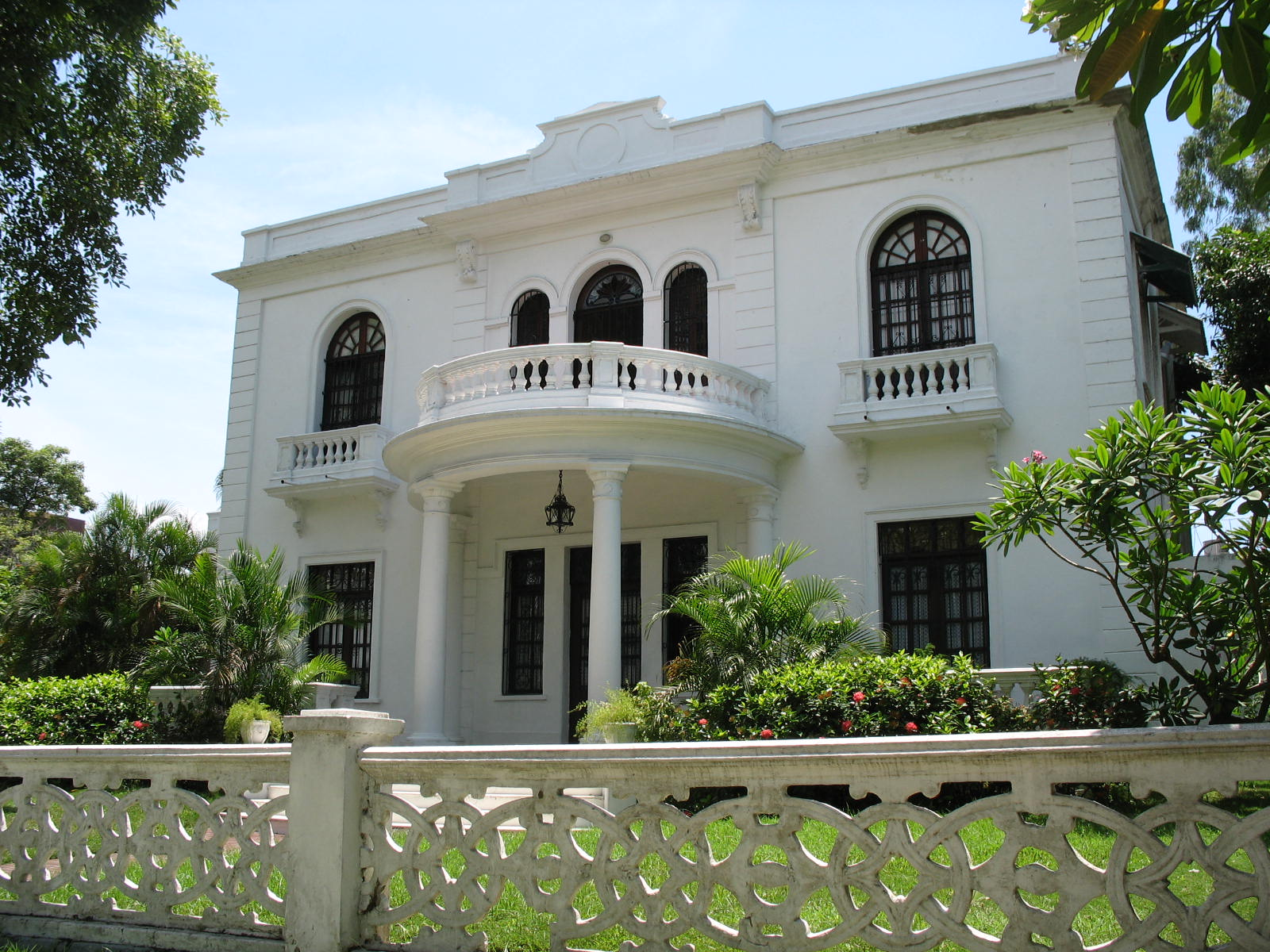
Maison de l'époque républicaine (style néoclassique), quartier El Prado

L'histoire de l'architecture de Barranquilla commence principalement au XXe siècle. On ne trouve pas d'immeubles de l'époque coloniale ni des premières décennies de la nation indépendante et en formation, mais la profusion de styles nés dès la fin du XIXe siècle donne à la ville une ambiance cosmopolite et sui generis en Colombie. Cette splendeur architecturale, référence obligée pour les studieux de l'architecture en Colombie, répond à la condition de ville portuaire et point d'entrée dans le pays, pendant une grande partie des XIXe et XXe siècles, du progrès et des immigrants d'Amérique du Nord, Europe, Asie et du Moyen-Orient, dont beaucoup se sont installés à Barranquilla et ont importé les styles architectoniques que l'on peut apprécier dans la ville.

## Culture

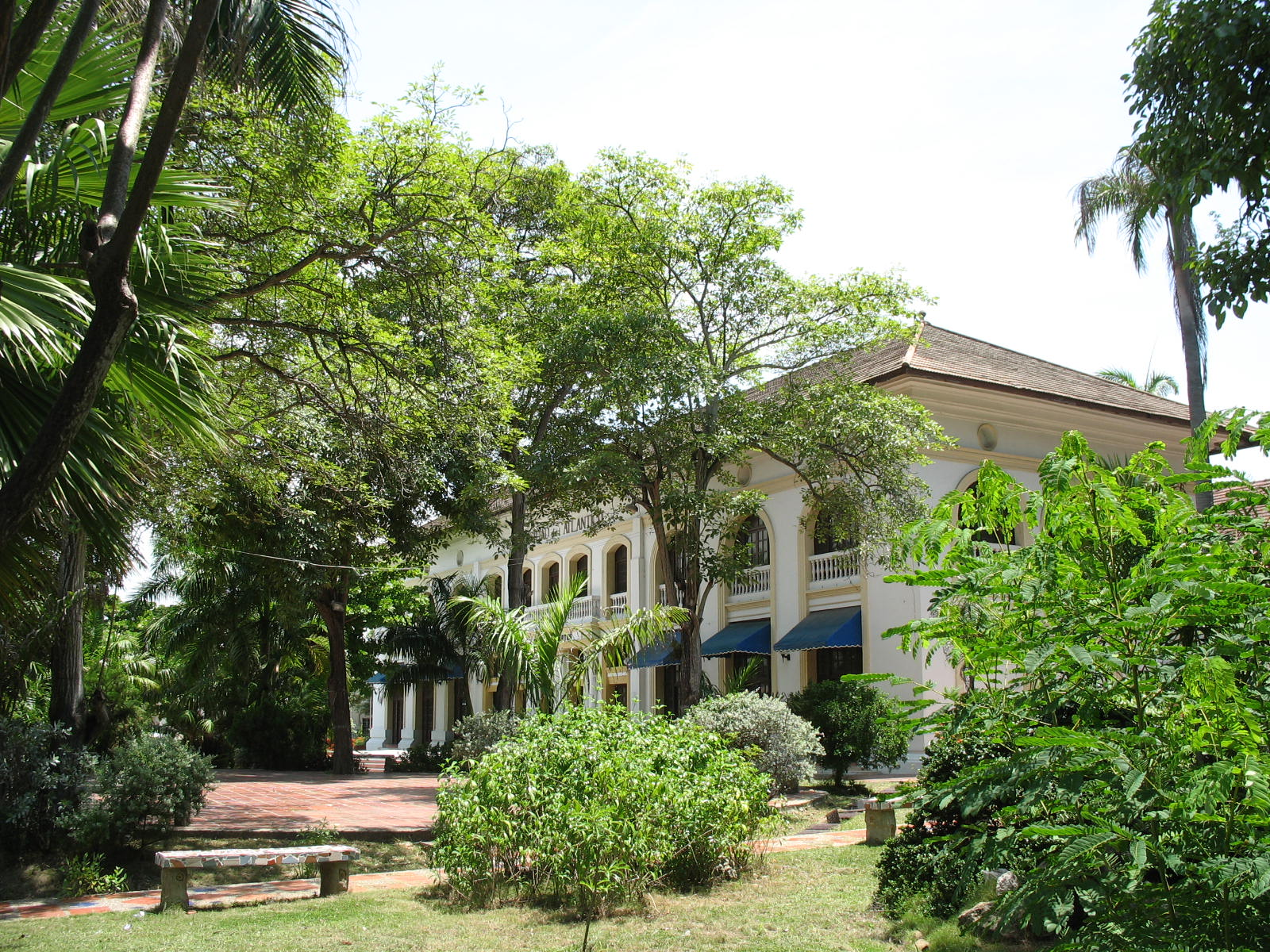
Faculté des Beaux-Arts de l'Université de l'Atlantique.

Les Barranquilleros, jusqu'aux années 1940, avaient peu d'accès à la vie culturelle dans cette cité industrielle et commerciale. Puis des rencontres littéraires et artistiques, se tenant parfois dans la salle d'un café ou d'un restaurant, virent le jour. Ces réunions culturelles, fréquentées par des personnalités telles que l'écrivain Gabriel García Márquez, le journaliste, écrivain et réalisateur Álvaro Cepeda Samudio et le peintre Alejandro Obregón, attiraient particulièrement les intellectuels de la ville. Le groupe de Barranquilla était né. Il fut fondé en 1940 par José Félix Fuenmayor, écrivain, poète, journaliste et homme politique, né et mort à Barranquilla (1885 - 1966) et Ramon Vinyes, écrivain espagnol (1882 - 1952).
En 1957 fut créé le « Concert du Mois » (espagnol : Concierto del Mes), espace pour la diffusion de la musique classique.
Barranquilla est désormais le foyer de nombreux évènements culturels tels que des expositions d'art, des ateliers de littérature, des journées de poésie, des conférences sur des thèmes philosophiques, des danses, des concerts, comme le « Festival des Orchestres », dans le cadre du Carnaval, et du Barranquijazz, festival de jazz qui se déroule dans la ville, au mois de septembre, depuis 1997.
La culture est promue par l'Institut de culture et de tourisme du district de Barranquilla, sous l'égide de l'alcaldía (français : mairie). Participent à la promotion de la culture : le centre culturel Cayena de l'Université du Nord, la Faculté des Beaux-Arts de l'Université de l'Atlantique, le centre culturel de Comfamiliar, la Fondation du Carnaval de Barranquilla, la Banque de la République de Colombie, l'Alliance franco-colombienne, ainsi que les universités, collèges et associations culturelles de la ville.

### Carnaval de Barranquilla

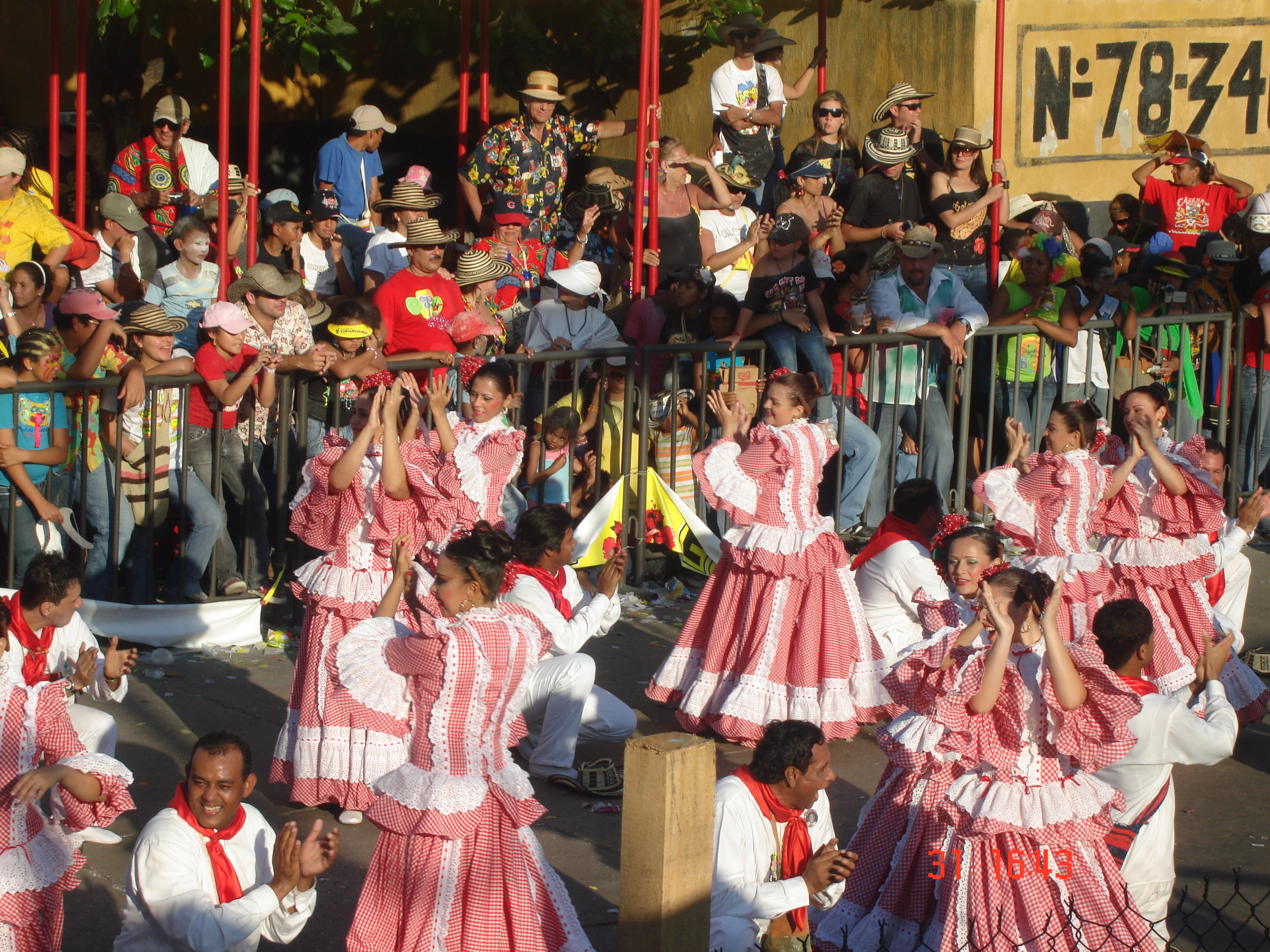
Carnaval de Barranquilla.

Le Carnaval de Barranquilla est la fête culturelle et folklorique la plus importante de la ville et de toute la Colombie. C'est le troisième carnaval au niveau mondial après ceux de Rio de Janeiro et Venise. Il a lieu pendant les premières journées du mois de février et dure cinq jours et quatre nuits. Toute la cité participe à la préparation des festivités.
Le Carnaval de Barranquilla a été proclamé, en 2003, chef-d'œuvre du patrimoine oral et immatériel de l'humanité, puis inscrit, en 2008, au patrimoine culturel immatériel par l'UNESCO. Depuis sa consécration, le Carnaval de Barranquilla s'est doté du slogan : « Quien lo vive es quien lo goza » (français : Celui qui le vit est celui qui en jouit).

### Gastronomie

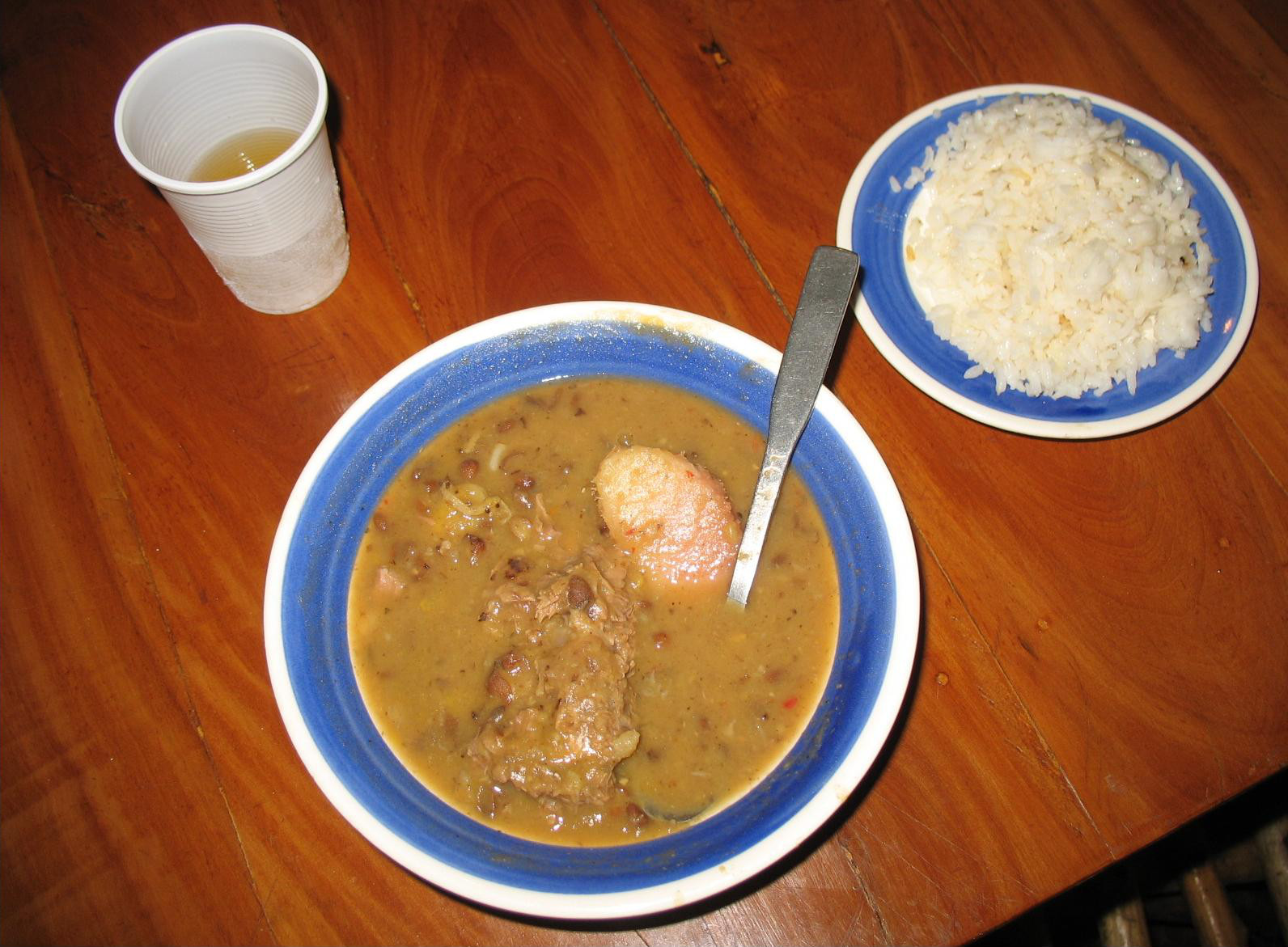
Ragoût de pigeon accompagné de viande salée et de riz

Barranquilla a une gastronomie très variée, venant des quatre coins du monde. Des restaurants créoles, arabes (à cause de la forte immigration libanaise dans le Nord de la Colombie), chinois, japonais, brésiliens, péruviens, italiens, thaïs et espagnols présentent toute la variété de leurs cartes et menus.
Le plat typique de la région de Barranquilla est le ragoût de pois ou de « guandù ». Ce plat peut s'accompagner de viande salée, porc, bœuf, poulet. Un autre plat typique est le riz au coco, qui se sert avec du poisson frit ou meunière. On trouve aussi le pain blanc généralement servi avec des morceaux de fromage, beurre, jambon, saucisse, ou même de la boutifarre, charcuterie piquante de la région. La caribañola, viande frite hachée mélangée à de la pâte de manioc, est un autre plat typique de la côte caraïbe colombienne. Les boissons les plus appréciées à Barranquilla sont le raspao, la limonade sucrée ou avec panela et les smoothies de sapote ou zapote (fruit du Pouteria sapota), mangue et banane,.

## Sports

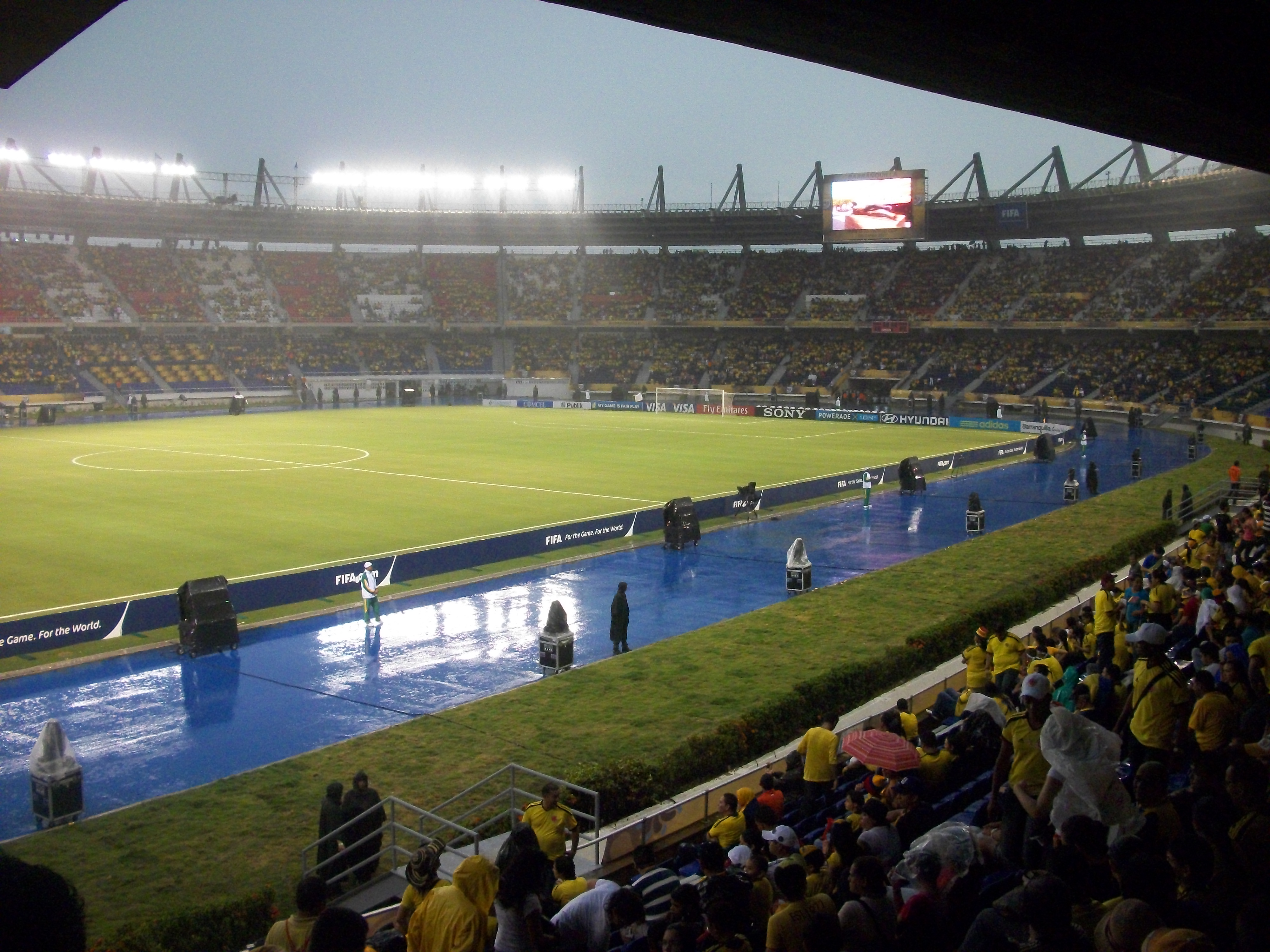
Stade Metropolitano Roberto Meléndez.

Les activités sportives sont régies et promues au niveau gouvernemental par le Secrétariat des loisirs et des sports de Barranquilla district spécial.
Depuis le début du XXe siècle, les sports les plus pratiqués sont le football, le baseball et la boxe. Diverses autres disciplines sportives attirent les Barranquilleros telles que le basket-ball, l'athlétisme, la natation, l'haltérophilie, le cyclisme, le tennis, le surf, le patinage, le tir, le parapente, ainsi que des arts martiaux : le karaté et le taekwondo.

### Football
Barranquilla a accueilli l'Équipe de Colombie de football durant les éliminatoires des coupes du monde d'Italie (1990), des États-Unis (1994), de France (1998) et d'Allemagne (2006).
- L'Atlético Junior est l'équipe de football de la ville depuis 1948 et joue dans la première division de la ligue de football colombienne. L'équipe, souvent appelée simplement « Junior », joue ses matchs à domicile dans le stade Metropolitano Roberto Meléndez depuis le 11 mai 1986, date de l'inauguration de ce stade.
- Le Sporting de Barranquilla évolue en Primera B (deuxième division) depuis 2013. Il partage le stade Metropolitano Roberto Meléndez avec l'Atlético Junior.
- Le Barranquilla Fútbol Club évolue en Primera B. Il joue ses matchs à domicile dans le stade Romelio Martínez.
- L'Universidad Autónoma del Caribe Fútbol Club évolue en Primera B. Ses matchs à domicile ont lieu dans le stade Marcos Henriquez.

### Baseball
Les Caimanes de Barranquilla évoluent en championnat de Colombie de baseball, la principale compétition de baseball en Colombie. Les Caimanes disputent leurs matches à domicile dans le stade Tomás Arrieta de Barranquilla.

### Stades et infrastructures sportives

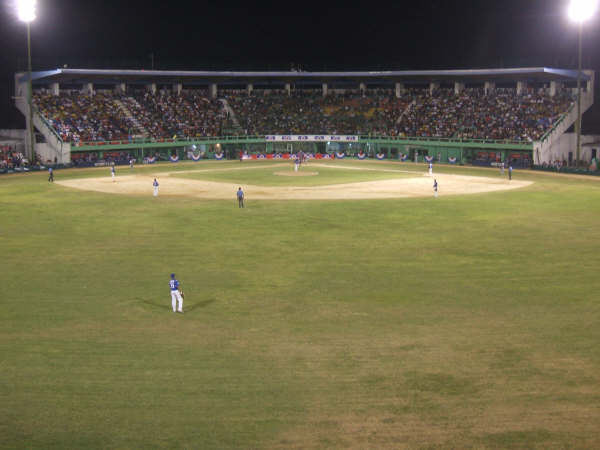
Le stade Tomás Arrieta, lors d'un match de baseball

La ville a développé et construit beaucoup de bâtiments dédiés aux sports, dans le but d'accueillir des évènements sportifs d'envergure nationale et internationale.
Le stade Metropolitano Roberto Meléndez a été ouvert le 11 mai 1986 et a une capacité de 49 612 spectateurs. Il comprend un terrain de football et une piste d'athlétisme consacrée à la course de fond. C'était le stade domicile de l'équipe nationale colombienne de football durant les qualifications de la Coupe du monde de football de 1990, 1994, 1998 et 2006. Ce sera le stade principal des Jeux d'Amérique centrale et des Caraïbes de 2018.
Le stade Romelio Martínez a été construit en 1935 pour l'équipe nationale olympique et a une capacité de 20 000 places.
Le stade Tomás Arrieta a été construit en 1946 pour les Jeux caribéens ; s'y jouent les matches de la Ligue majeure de baseball. Sa capacité est de 8 000 places.
Le stade Baloncesto Elías Chegwin a été ouvert en 1992 ; sa capacité est de 4 000 places. Le Vélodrome Rafael Vásquez a été ouvert la même année pour les Jeux nationaux.
Barranquilla a également une piscine olympique (qui est une réplique de celle de Berlin), une rampe de skateboard, un terrain de hockey sur glace, des courts de tennis, une piste de BMX, ainsi qu'un bowling réservé aux professionnels.

## Médias

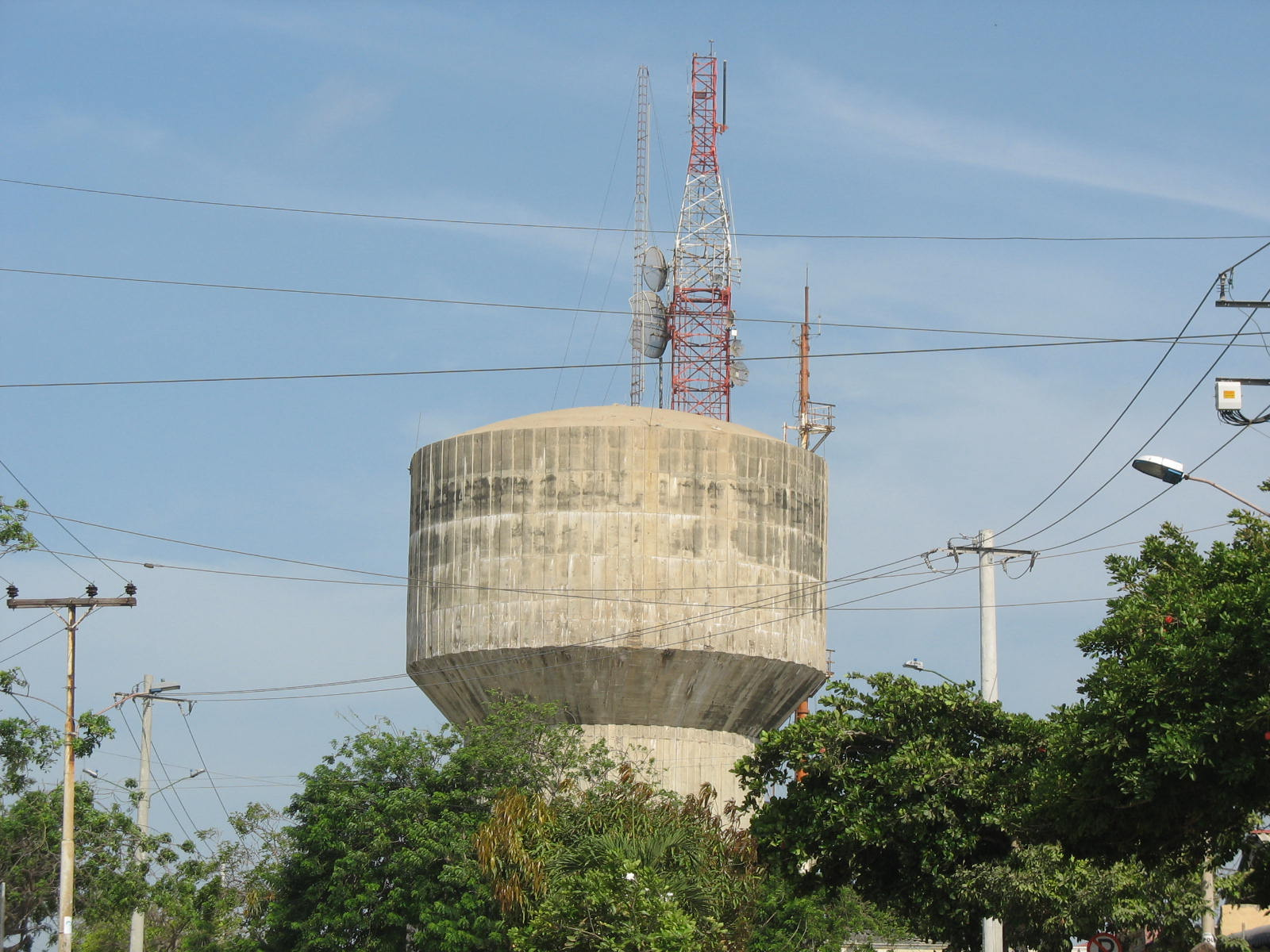
Tour de télécommunication

### Télévision
Depuis 1986, la région Caraïbe de la Colombie reçoit la chaîne de télévision locale Telecaribe (es), dont le siège social se trouve à Barranquilla. La ville diffuse d'autres chaînes locales comme TB3 ou Channel 23, ainsi que cinq chaînes nationales : RCN Televisión, Caracol TV, Canal Uno, Señal Colombia et Canal Institucional. La chaîne privée Canal Universitario Nacional Jerusalem TV est également retransmise de Barranquilla.

### Radio
Barranquilla diffuse des stations AM et FM locales et nationales, musicales ou d'information. La plus écoutée dans la ville est Radio Libertad , .

### Presse écrite
Les deux journaux les plus lus à Barranquilla sont El Heraldo et La Libertad , . D'autres quotidiens colombiens y sont diffusés, comme El Tiempo, rédigé à Bogota.

## Monuments nationaux

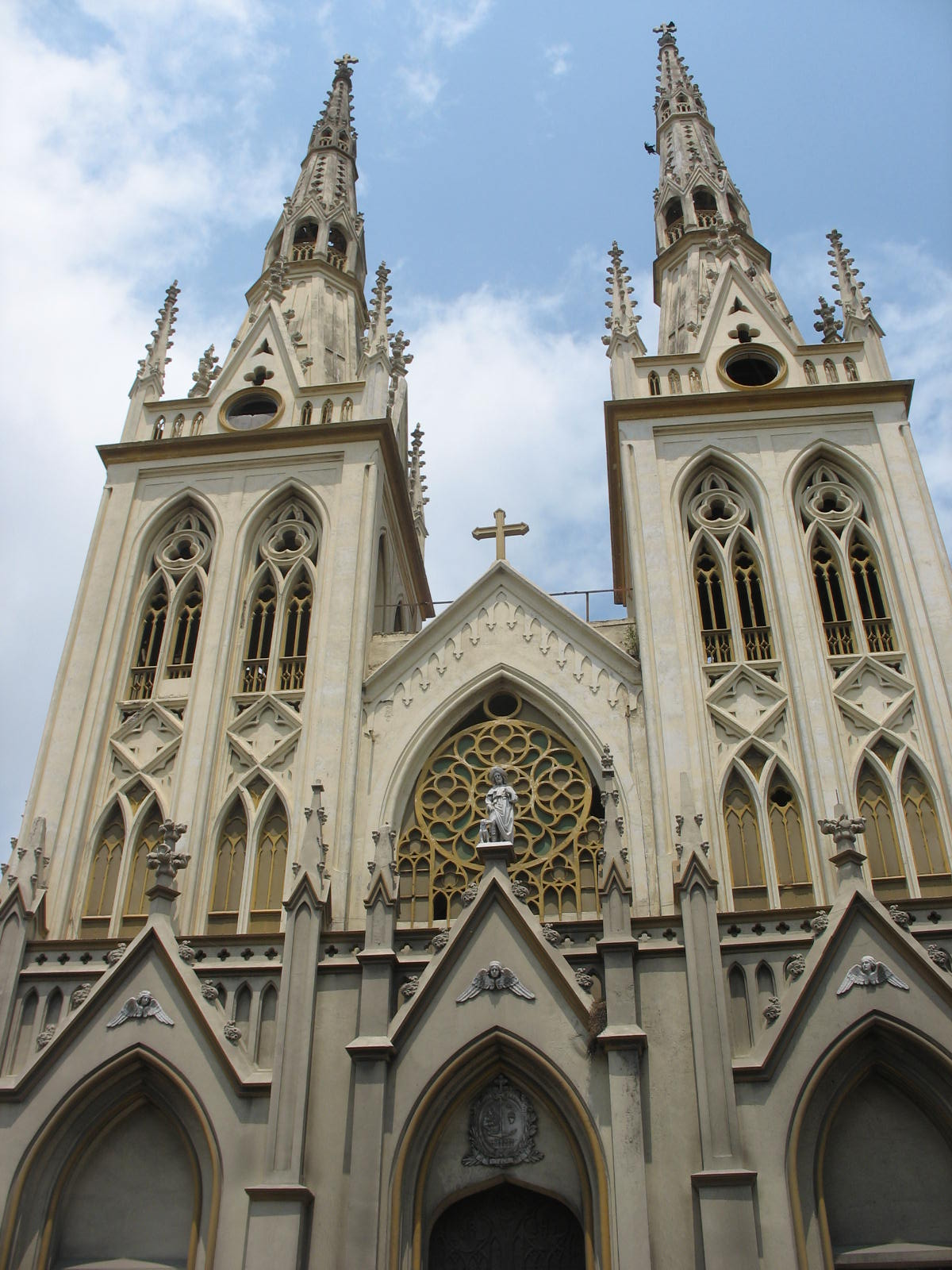
Église Saint-Roch.

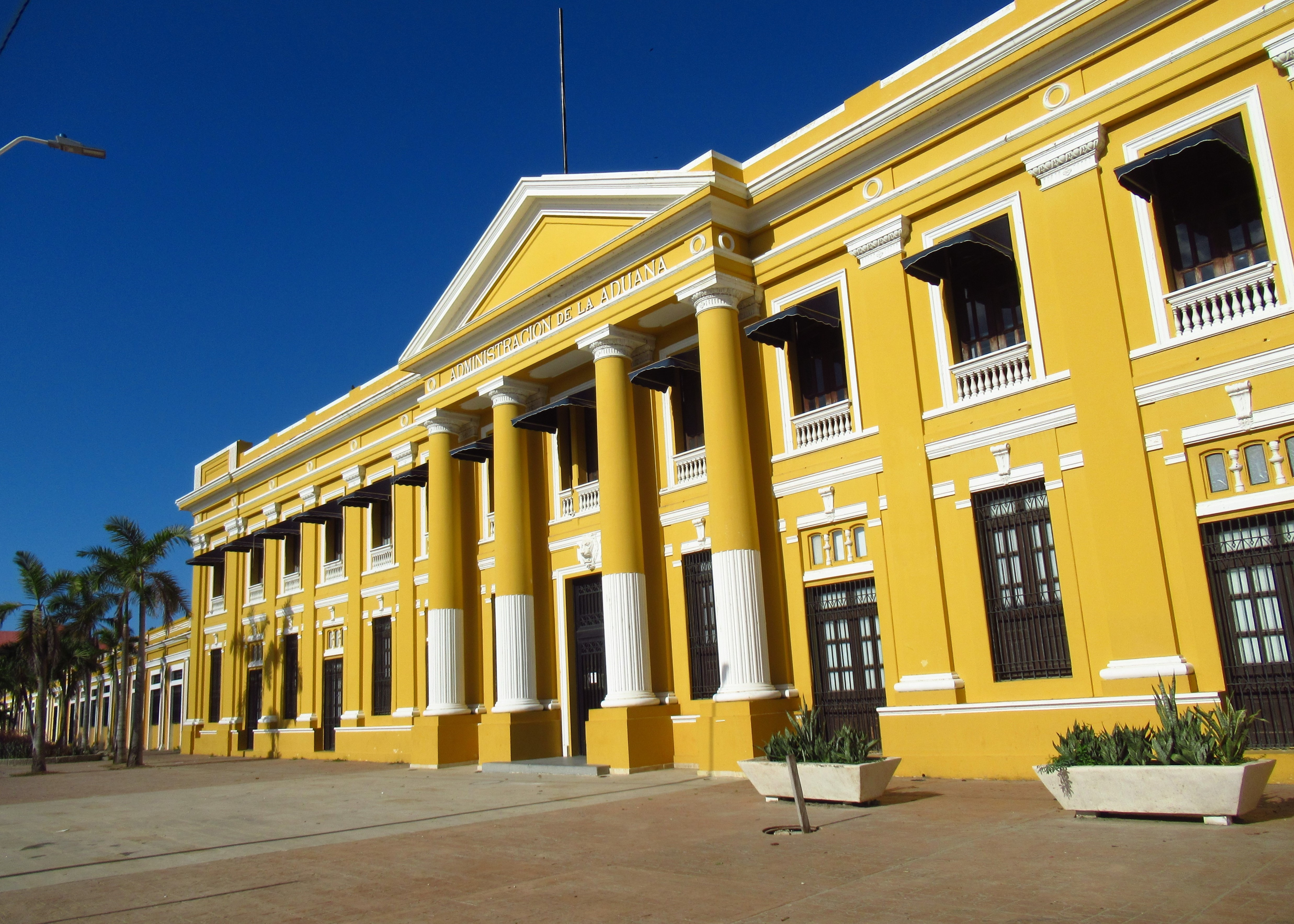
Bâtiment de l'ancienne Douane.

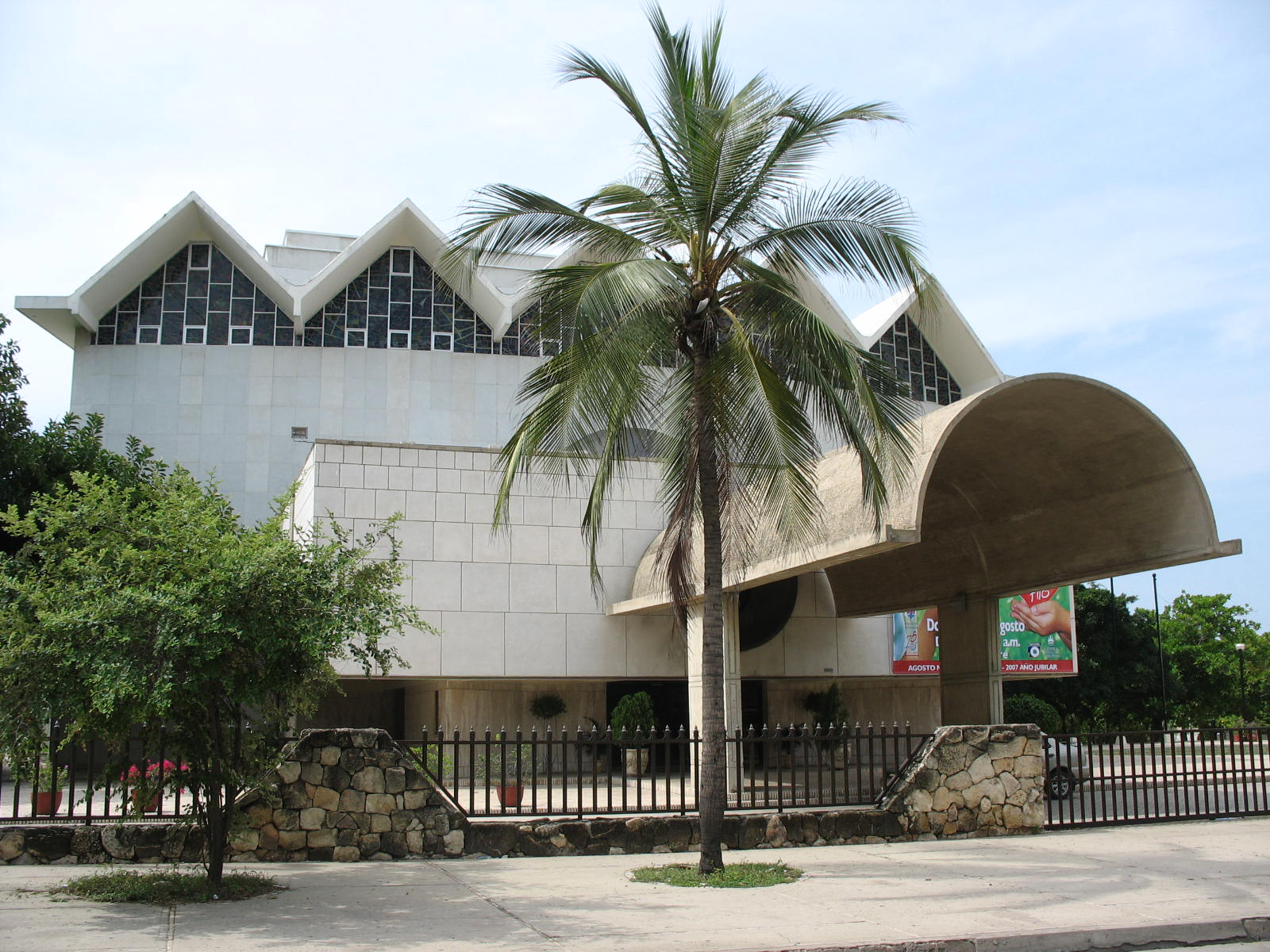
Théâtre Amira de la Rosa.

Au 23 août 2013, dix-sept monuments nationaux étaient recensés à Barranquilla, dont :
- le bâtiment de l'ancienne Douane (es) (déclaré monument national en 1984). Monument emblématique du centre historique de Barranquilla, il est devenu le « Complexe culturel de l'ancienne douane » et se compose des Archives historiques du département de l'Atlántico, de bibliothèques et du Centre de documentation musicale Hans Federico Neuman, né et mort à Barranquilla (1917 - 1992)[37] ;
- l'église Saint-Roch, néogothique (déclarée monument national en 1996) ;
- le centre historique de Barranquilla (en 1999) ;
- l'église Saint-Nicolas de Tolentino (déclarée monument national en 2005) ;
- le Théâtre Amira de la Rosa (déclaré monument national en 2006).

## Musées et lieux attractifs
- Musée d'art moderne
- Museo Romantico
- Parc zoologique de Barranquilla[1] : ce zoo compte plus de 140 espèces d'animaux, dont certaines en voie de disparition[2].

### Sites environnants

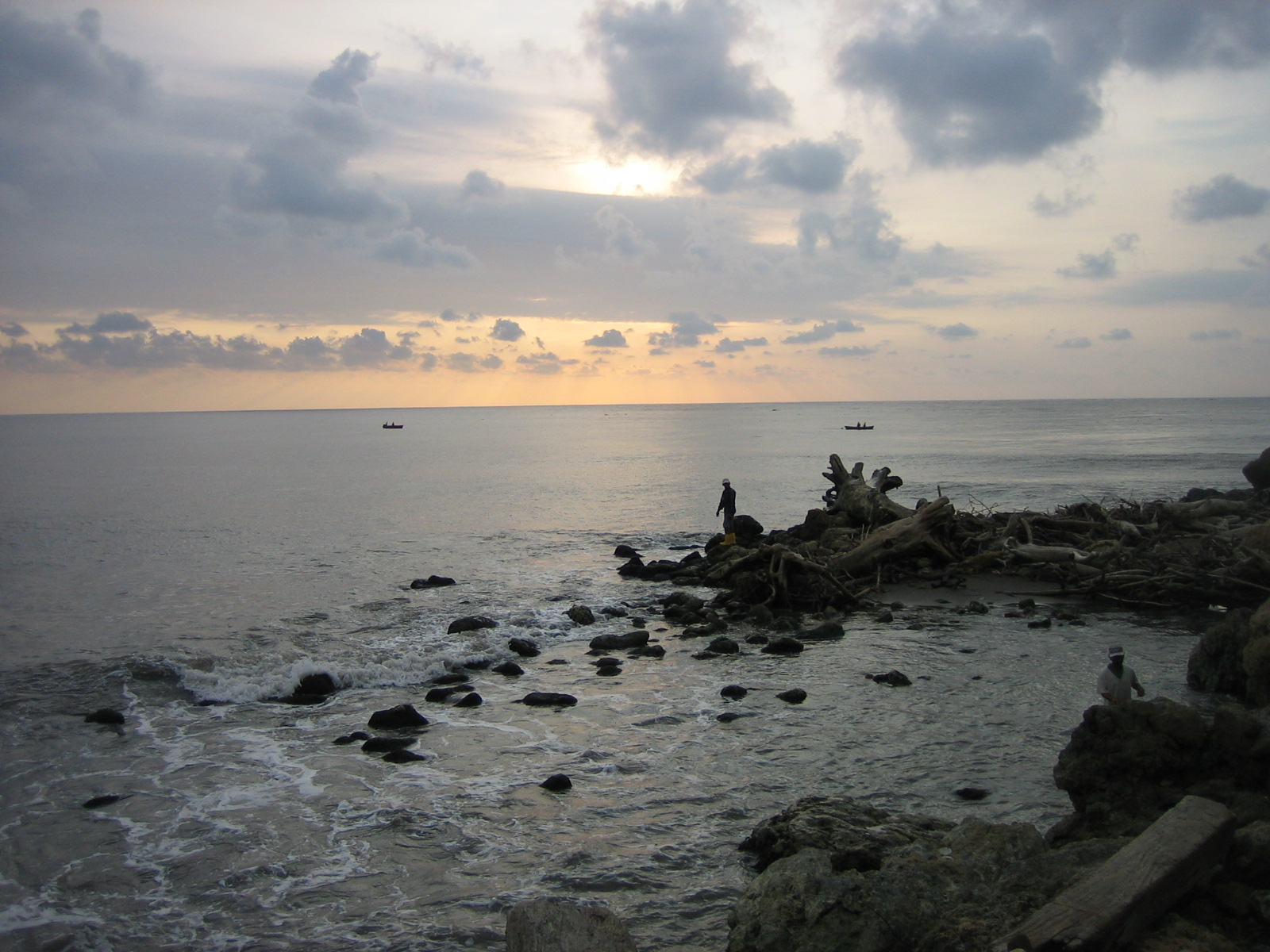
Bocas de Ceniza

La ville est entourée de sites attractifs :
- Puerto Colombia, dont le môle fut inauguré en 1893, servit de terminal maritime à Barranquilla entre la fin du XIXe siècle et la première moitié du XXe siècle. À Puerto Colombia se dresse le château de San Antonio de Salgar.
- Bocas de Ceniza, construites en 1936, où le río Magdalena se jette dans la mer des Caraïbes.
- Le Sanctuaire de faune et de flore du grand marais de Santa Marta, marais déclaré zone protégée en 1977[38].

## Personnalités liées à la ville

### Personnalités natives de Barranquilla

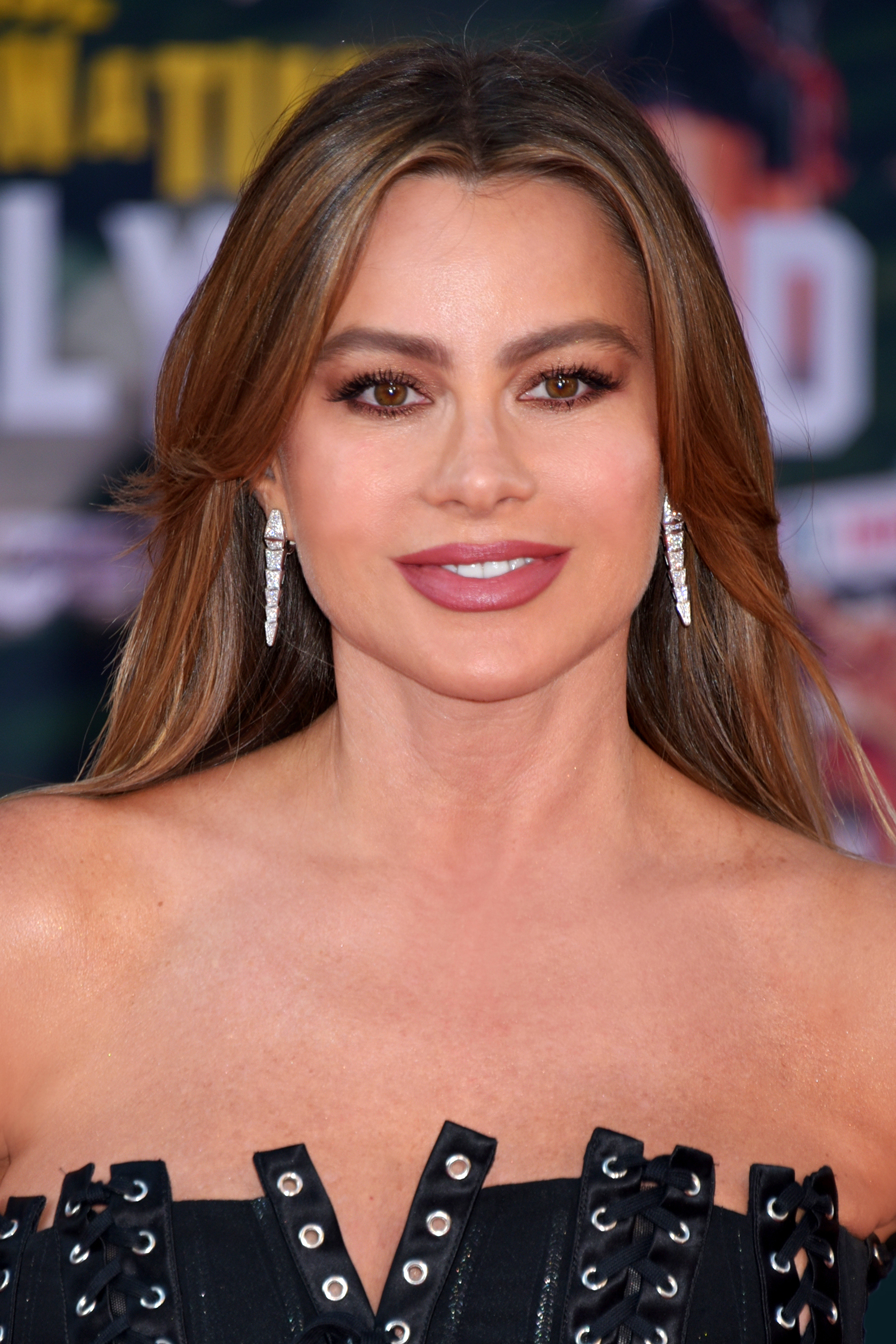
Sofia Vergara, l'actrice colombienne la mieux payée à la télévision américaine pendant des années consécutives.

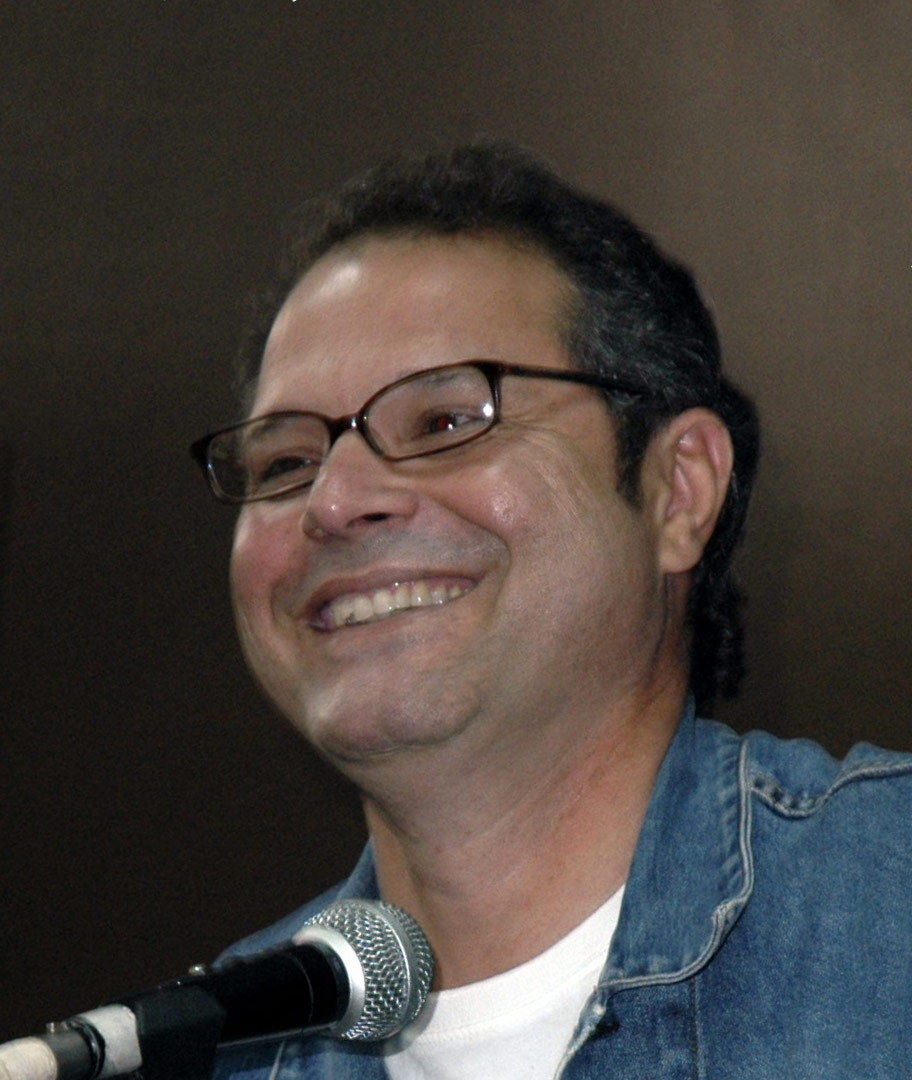
Ernesto McCausland, journaliste, écrivain et réalisateur.

Barranquilla est le berceau de personnages éminents de la vie culturelle, artistique, sportive et politique. En voici une liste non exhaustive :
- Esther Forero (1919-2011); chanteuse et compositrice née et morte à Barranquilla ;
- Álvaro Cepeda Samudio (1926-1972), journaliste, écrivain et réalisateur ;
- Efraín Sánchez (né en 1926), footballeur ;
- Nelson Pinedo (né en 1928), chanteur ;
- Marcos Coll (né en 1935), footballeur ;
- Anibal Tobón (1947-2016), poète, acteur de théâtre, narrateur et journaliste
- Helmut Bellingrodt (né en 1949), tireur sportif ;
- Gabriel Silva Luján (né en 1957), homme politique, ambassadeur de Colombie aux États-Unis ;
- Ernesto McCausland (1961-2012), journaliste, écrivain et réalisateur né et mort à Barranquilla ;
- Diego Wallraff (né en 1961), acteur ;
- Alexis Mendoza (né en 1961), footballeur ;
- Leonardo Aguaslimpias (né en 1963), peintre ;
- Samuel Tcherassi (1963-2014), photographe ;
- Silvia Tcherassi (en) (née en 1965), créatrice de mode ;
- Orlando Maturana (né en 1965), footballeur ;
- Wilson Pérez (né en 1967), footballeur ;
- Sofía Vergara (née en 1972), actrice ;
- Iván Valenciano (né en 1972), footballeur ;
- Edgar Rentería (né en 1975), joueur de baseball ;
- Maritza Rodríguez (née en 1975), actrice ;
- Shakira (née en 1977), chanteuse auteure-compositrice-interprète ;
- Sofia Vergara (née en 1972), actrice ;
- Andrés Cabas (né en 1977), chanteur ;
- José Amaya (né en 1980), footballeur ;
- Brigitte Merlano (née en 1982), athlète (100 mètres haies) ;
- Nathalie Rapti Gomez (née en 1984), actrice ;
- Jhonatan Solano (né en 1985), joueur de baseball ;
- Teófilo Gutiérrez (né en 1985), footballeur ;
- Carlos Bacca (né en 1986), footballeur ;
- Donovan Solano (né en 1987), joueur de baseball ;
- Natalia Navarro Galvis (née en 1987) : mannequin et Miss Colombie 2009.
- Paulina Vega (née en 1993) : mannequin, Miss Colombie 2013 et Miss Univers 2014.
- Giancarlo Mazzanti (né en 1963) : architecte.
- Lido Pimienta (née en 1986) : chanteuse.

### Autres personnalités liées à Barranquilla
- Mercator Cooper (1803-1872) : navigateur américain mort à Barranquilla.
- Alejandro Obregón (Barcelone, 4 juin 1920 - Carthagène des Indes, 11 avril 1992), peintre et sculpteur, enterré à Barranquilla.
- Gabriel García Márquez (né le 6 mars 1927 à Aracataca (Colombie) et mort le 17 avril 2014 à Mexico) : cet écrivain a vécu à Barranquilla de 1939 à 1943 et de 1949 à 1954.
- Joe Arroyo (1955-2011) : chanteur et compositeur mort à Barranquilla.

## Archevêché
- Archidiocèse de Barranquilla

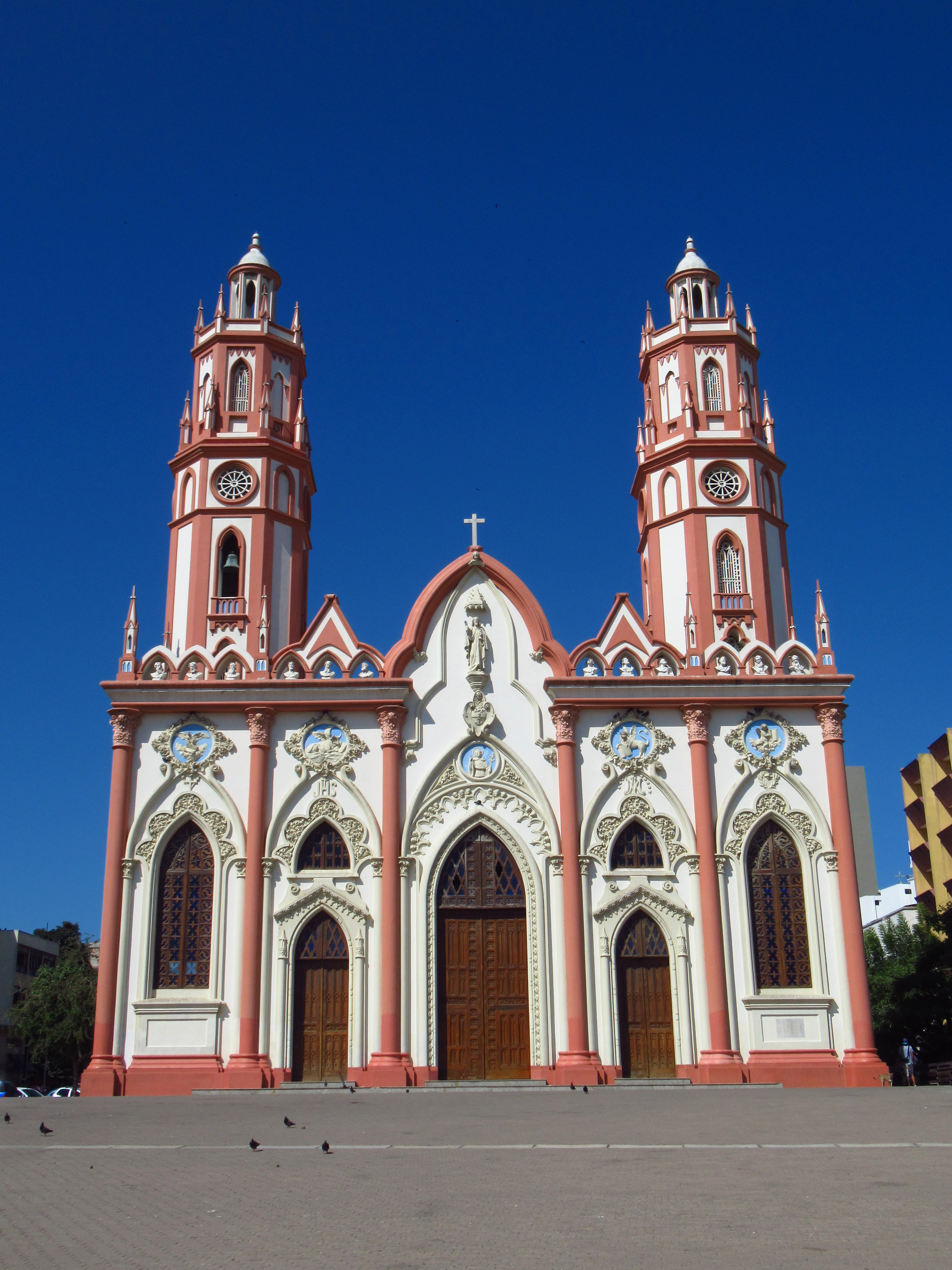
Église Saint-Nicolas de Tolentino.

- Cathédrale Marie-Reine de Barranquilla
- Église Saint-Nicolas de Tolentino.

## Relations internationales

### Jumelages
La ville de Barranquilla est jumelée avec les villes suivantes :
- Buenos Aires (Argentine)
- Guayaquil (Équateur)
- Nankin (Chine)
- Kaohsiung (Taïwan)
- Tampa (États-Unis)[39].